# 普雷尼-尚贝西
普雷尼-尚贝西（法語： /prəˈɲi ʃɑ̃bɛːˈzi/）是瑞士日内瓦州的一个镇，位于莱芒湖右岸，南与日内瓦市相接。
普雷尼-尚贝西是一个住宅区。由于靠近日内瓦国际机场和日内瓦联合国区，一些外国常驻代表团设在该国，许多国际组织都设在该区。
截至2009年底，普雷尼-尚贝西共有居民3656人。

## 地理
普雷尼-尚贝西位于日内瓦乡村，位于一座孤立的小山上，海拔约100米，可以俯瞰日内瓦湖、几个法国和瑞士城市、几个纪念碑以及几座法国、意大利和瑞士山脉。
该市距离日内瓦4公里，位于日内瓦联合国区以北，日内瓦国际机场东南。

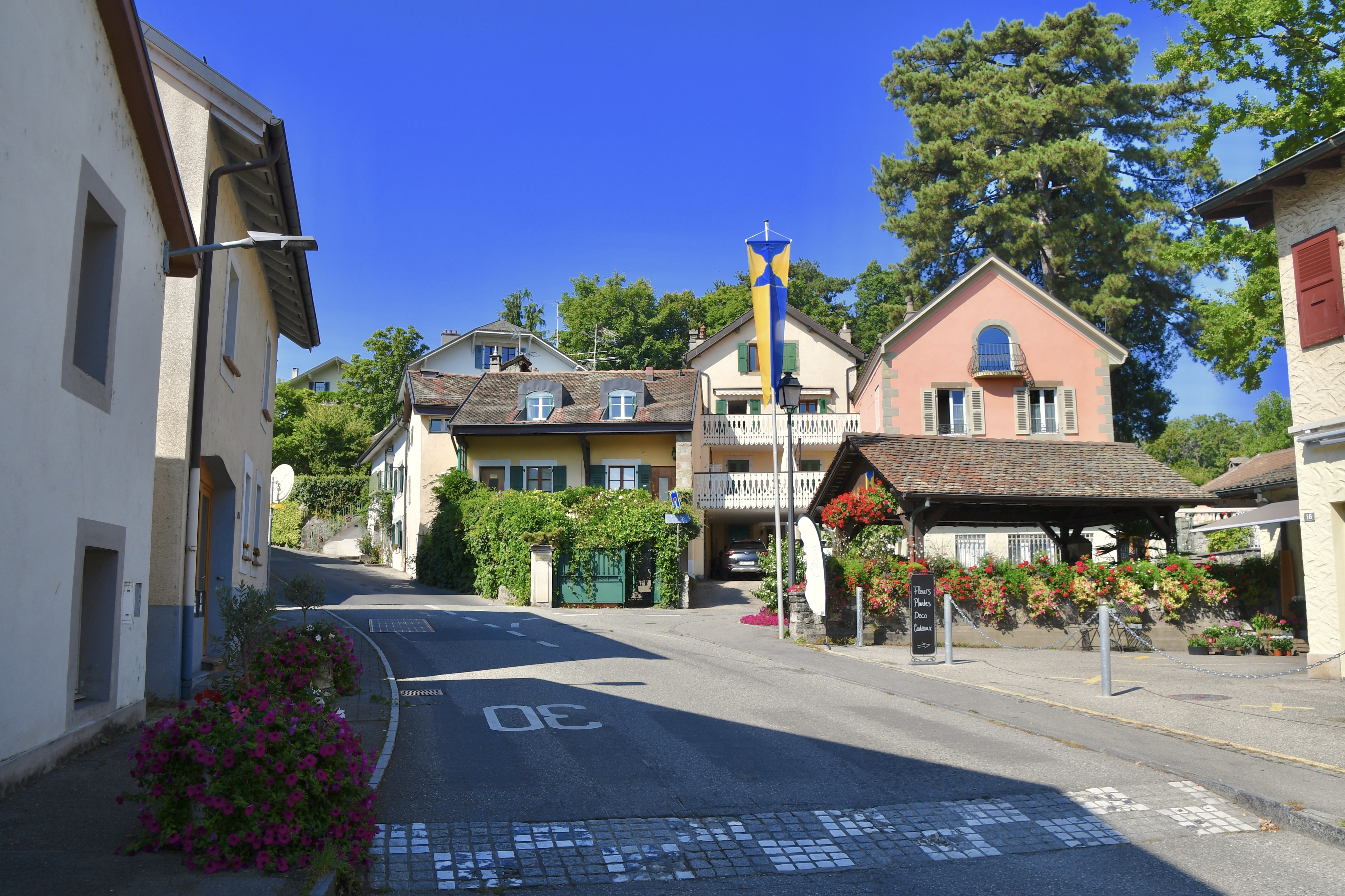
下尚贝西村庄

该镇有五个历史悠久的小村庄：普雷尼、上尚贝西、下尚贝西、鲁瓦勒博和勒通坎。历史悠久的村庄中心位于上尚贝西和下尚贝西，行政、教育和宗教中心位于普雷尼，农业中心位于鲁瓦勒博和勒通坎。这五个小村庄后来被住宅区和大型地产包围。
普雷尼-尚贝西的领土面积为3.24平方公里。在2013-2018年的调查中，住宅和基础设施占其面积的75.9%，农业占13.6%，森林占9.9%，非生产性用地占0.9%。

### 自然地理

从上普雷尼村眺望日内瓦湖

该镇位于山坡上，向东朝向湖泊。从梅里蒙的最高点开始，地形缓坡下降，形成图尔奈和普雷尼的倾斜高原，这两个高原又占据了陡峭的斜坡和普雷尼老葡萄园，以及湖岸。
公共区域内的大型地产拥有接近自然状态的大片区域（草地、果园、小树林等）。这些绿色区域与农业区相关，是从费内-伏尔泰延伸至湖泊的重要绿色区域的一部分。
城市和农村的公共景观都被视觉上引人注目的元素所打断，这些元素赋予了它特定的特征，并有助于整体的良好可读性。自然特征包括溪流、林分、农田、地形特征和树木排列。

### 行政地理

#### 分区
该市由普雷尼和尚贝西两个部分组成。
自2005年以来，该市由六个分区组成：通坎、旺热龙、尚贝西-乡村、普雷尼-乡村、普雷尼公园和普雷尼-组织。

#### 领土
“镇的领土呈四边形：在东面，湖岸形成了一个自然边界。栗树和佛尔泰耶森林的边缘构成了从旺热龙到佛尔泰耶的北部边界。西侧与一条来自科洛夫雷克斯小村庄的道路接壤，这条道路从佛尔泰耶开始，通往图尔奈乡村，那里仍然有一个多样化的农业区（田地、草地、小树林），延伸到大萨科内市，形成一个弯曲，终止于克雷称地。南部路线从克雷开始，与湖泊方向成直角，穿过里奥勒小径和拉维德尚，沿着两座国际组织建筑和大型地产，拥有豪宅和树木繁茂的公园，并通过皇后小径延伸至湖泊。
从方位看，普雷尼-尚贝西东侧是日内瓦湖，西侧和西南侧是大萨科内镇，南侧是小萨科内镇（日内瓦市的一部分），北侧是贝勒维。

### 保护区
瑞士联邦人口保护办公室确定了五项具有国家重要性的文化财产和四项具有区域重要性的文化财产。
根据1976年6月4日关于保护古迹、自然和遗址的州法律，日内瓦州遗产和遗址办公室确定了五个分类对象和34个登记对象。
自2022年3月11日起，瑞士联邦文化办公室将普雷尼村及其周边地区列为“国家保护区”，并将其列入瑞士“特殊情况”类别下的联邦保护区名录。

## 名称
普雷尼-尚贝西发音为：/prəˈɲiʃ̃bɛːˈzi/（日内瓦阿皮坦语：Pregni Sambèsi）。然而，在日常语言中，“Chambésy”这个名字取代了Pregny Chambésy的官方名称。
Pregny和Chambésy都源于拉丁语人名，后接凯尔特后缀-akos/-acum，表示属于相关人员的财产或者领域。第一个名字可能是Prunius，第二个名字是Sambatius。
这两个地方的名称可追溯到罗马时代（Fundus Priniacus和Sambatius）。几个世纪以来，它不断演变（1113年的Priniacum、1271年的Prignie、1344年的Prignier、1790年的Prigniez；13世纪的Sambesie、14世纪的Sambeysier、1663年的Sambeisy、1730年的Chambeisy、1790年间的Sambesie）。目前的拼写首次出现于1816年。

### 现在的名称
现在的名字不是普雷尼和尚贝西两个村庄合并的结果。最初，普雷尼镇包括普雷尼村和尚贝西村。然而，随着尚贝西镇的规模逐年扩大，直到它变得比普雷尼镇更大，1951年，市议会（立法）批准了一项正式更名的请求，该请求已提交日内瓦州理事会，理事会对此作出了积极回应。新名称于1952年1月1日生效。
20世纪40年代，该镇因其地理位置而被昵称为“殿下的山丘”：山顶可以俯瞰湖泊和山脉。

### 称地
普雷尼-尚贝西分为35个称地：
- Bellerive
- Bois de Foretaille
- Bois de Pins
- Champ de Blé
- Chambésy-Dessous
- Chambésy-Dessus
- Château de Tournay
- Choutagnes
- Cornillon

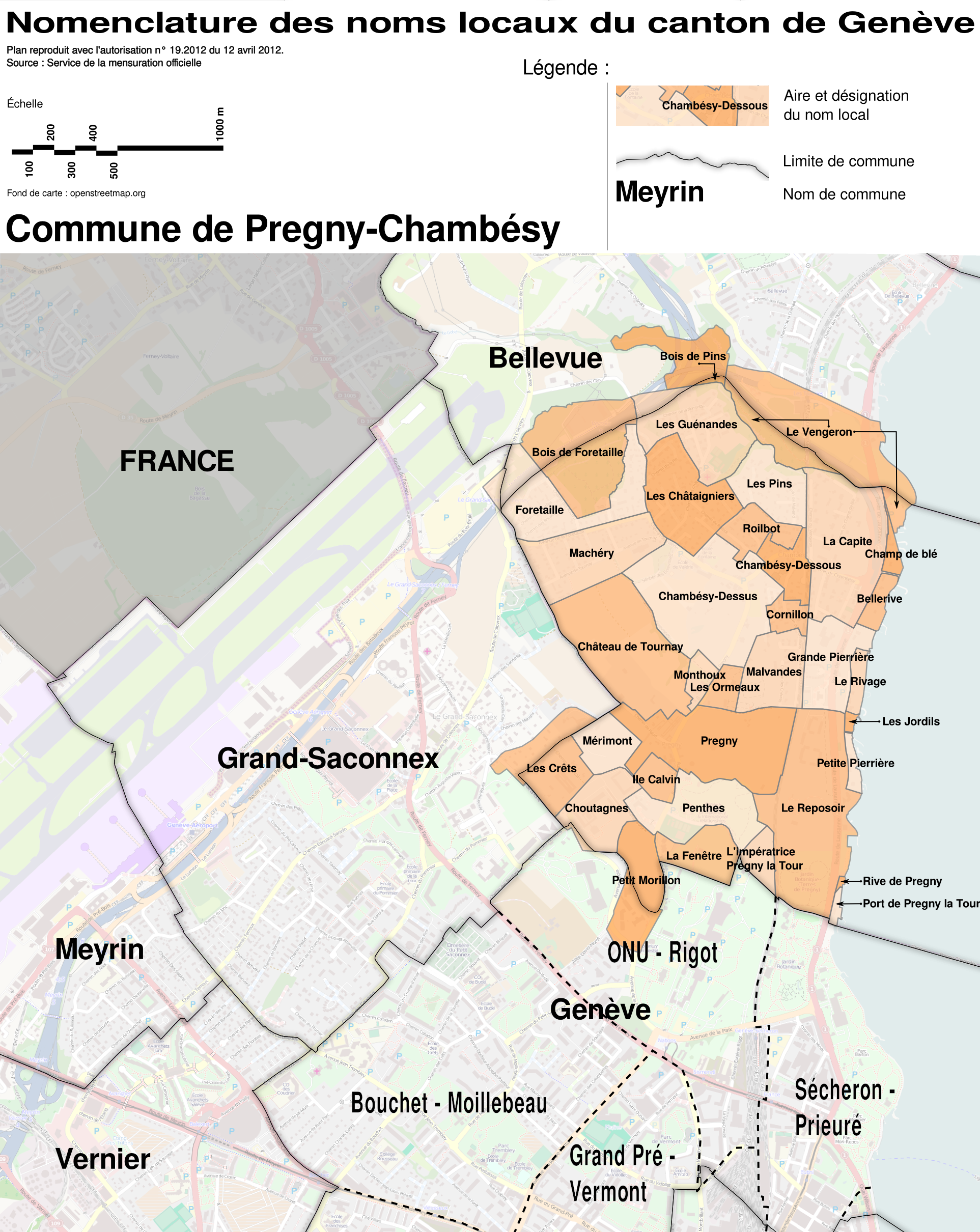
普雷尼-尚贝西行政区划地图

| - Foretaille - Grande Pierrière - Île Calvin - L'Impératrice / Pregny la Tour - La Capite - La Fenêtre - Le Reposoir - Le Rivage - Le Vengeron | - Les Châtaigniers - Les Crêts - Les Guénandes - Les Jordils - Les Ormeaux - Les Pins - Machéry - Malvandes - Mérimont | - Monthoux - Penthes - Petit Morillon - Petite Pierrière - Port de Pregny la Tour - Pregny - Rive de Pregny - Roilbot |

## 历史

### 古代至中世纪
该镇位于连接日内瓦和洛桑的古罗马道路附近，湖边地区可能早在新石器时代就被占领。后来，这个地方被罗马人和勃艮第人占领。
第一次提到普雷尼是在12世纪，尽管中世纪留下了一些痕迹，如所谓的历史路线、加尔文岛的护城河以及图尔奈城堡和庞特城堡的基础。
在中世纪，普雷尼的领土依附于图尔奈领主，直接依附于热克斯领主和日内瓦伯爵。从那时起，普雷尼遵循了热克斯地区的领土历史，多年来，热克斯地区拥有许多成员：1353年，萨沃伊的阿梅迪奥六世伯爵将普雷尼的领土与他的萨伏伊伯国合并，1416年成为萨伏伊公国。在更地方的层面上，13世纪末，普雷尼是阿涅尔家族（或阿吉埃尔家族）的封地，一个世纪后，通过联盟，成为让托（Genthod）家族的封地。让托家族拥有图尔奈城堡和古老的坚固房屋“僧侣之楼”。1536年，普雷尼被伯尔尼和日内瓦军队占领，他们引入了宗教改革。1567年，根据1564年10月30日的《洛桑条约》，伯尔尼人更愿意确保沃州的土地，将热克斯和普雷尼的土地归还萨伏伊公国。然而，萨伏伊公爵卡洛三世被称为虔诚的天主教徒和反新教徒，因此这些地区的牧师要求公爵许可这些村庄的新教礼拜。公爵最终同意了这一要求。当时，普雷尼在日内瓦共和国领土的门口占据了战略地位，通往皇后之路标志着其边界。另外两座设防建筑让人想起了这一划界：“普雷尼拉图尔”城堡和庞塔要塞。普雷尼河岸也因其在小皮尔里埃尔的湖底砂岩采石场而闻名。这些采石场从中世纪晚期一直使用到十七世纪。
1590年，日内瓦共和国入侵并接管了热克斯地区和普雷尼。在这些入侵中，日内瓦军队摧毁了许多坚固的萨伏伊建筑，如图尔奈城堡。八年后，邻国（即法国）发生了重大变化：1598年4月13日，亨利四世通过南特法令扩大并确认了先前法令和条约授予胡格诺派的权利和担保。

### 并入法国
法国-萨伏伊战争后，法国和萨伏伊法院之间正在准备几项对热克斯地区重要的政治变革。日内瓦看到自己即将被剥夺其征服和管理的领土，开始与亨利四世谈判，以保持其占有权。然而，亨利四世最终与他的对手萨伏伊公爵卡洛·埃马努埃莱一世（Charles Emmanuel）达成协议，并于1601年1月17日在里昂签署了一项条约，根据该条约，他接收了从日内瓦延伸至里昂的罗纳河右岸的所有地区（即布雷斯、比热、瓦尔罗梅和热克斯地区）。普雷尼从此属于法兰西王国。但该地区的宗教问题后来造成了严重困难。因此，居民们要求亨利四世在热克斯维持新教；对此，国王作出了积极回应，但要求“良心自由”占上风。因此，大量天主教牧师利用这一机会进入热克斯地区。日内瓦主教方济各·沙雷氏（François de Sales）试图剥夺新教徒手中的宗教改革之前属于罗马教会的财产，并将其交给天主教神职人员。因此，他要求收回辖区内的所有庙宇。1610年亨利四世去世后，天主教在法国法院的反应变得更加强烈，日内瓦的领主不再能够将其要求提交给上级当局。
1611年，南特法令在热克斯地区生效。两位委员以公平的方式解决了所有争议问题。1611年12月12日起草了一项法令，规定“只有当国王向改革宗提供了相当于从他们手中夺走的财产的资金时，寺庙、墓地和养老金的剥夺才可执行。”然而，方济各·沙雷氏影响了摄政女王和议会成员，要求执行该法令。根据这项判决，所有教会利益都必须归还罗马神职人员和教堂。两名新委员，第戎议会议员贝尼涅·米勒托（Benigne Milletot）和图尔奈勋爵皮埃尔·德·布罗塞（Pierre de Brosses）负责监督判决的执行。1612年7月16日，在接下来的几天里，德·布罗塞和米勒托开始访问辖区的教区。新教徒建造了寺庙，以取代他们必须归还罗马神职人员的教堂。他们设法在大约20个村庄重建了它。1661年4月15日，国王路易十四决定禁止在热克斯地区整个辖区进行改革后的礼拜。根据1662年8月23日路易十四的一项法令，热克斯地区的新教寺庙将被拆除。破坏由方济各·沙雷氏的继任者让·达朗通·达莱克斯监督。因此，普雷尼教堂和其他19座教堂被摧毁。1684年至1685年间，让·达朗通·达莱克斯决定在普雷尼重建一座天主教堂。此外，随着南特法令的撤销和1685年10月18日枫丹白露法令的制定，许多居住在普雷尼的新教徒离开该领土，定居在日内瓦和沃州地区。因此，普雷尼在这一天再次被天主教接管。
从18世纪开始，该地区的一些地区见证了古典风格的豪华建筑的建造或改造，如“普雷尼拉图尔”城堡成为王后城堡，庞塔的坚固房屋改造成庞特城堡，建造“拉库迪拉”的豪宅，甚至是雷波斯瓦城堡。

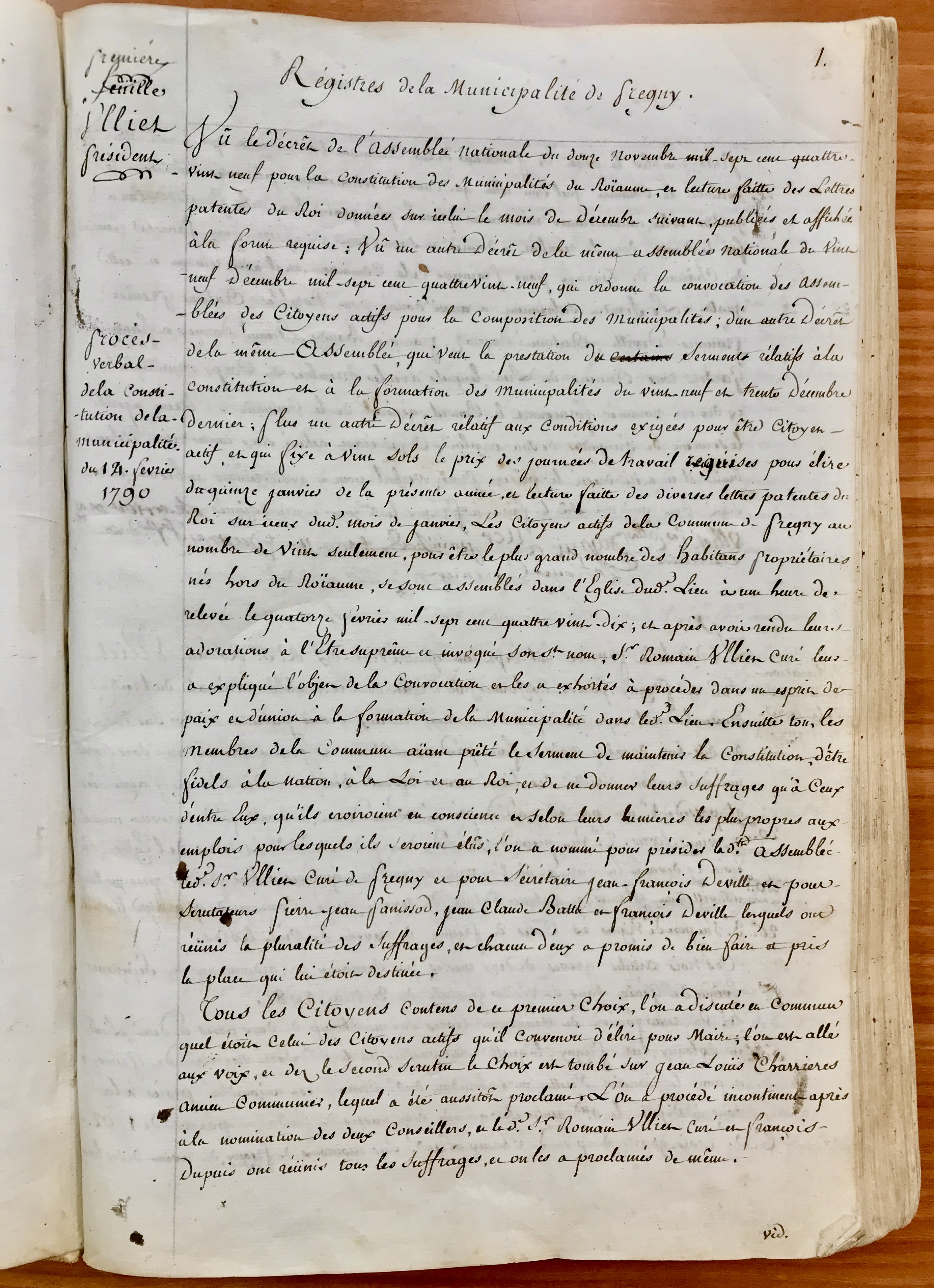
1790年2月14日宣布普雷尼市宪法的会议记录摘录

1789年革命期间，热克斯地区的居民加入了新政权。1789年11月12日，国民制宪会议颁布了《市镇宪法》，并于1789年12月29日召开了积极公民大会，以组成市镇。此外，1790年1月15日，国民制宪会议颁布法令，废除旧省，代之以省；然后，热克斯的土地被分配给安省的土地。1790年2月14日，应教区牧师罗曼·武列的请求，20名活跃公民聚集在普雷尼教堂，共同宣布成立普雷尼市。
1792年，普雷尼经历了另一次政权更迭：法兰西第一共和国。根据1798年8月25日的法律，普雷尼是莱芒省的一部分。1799年11月9日拿破仑一世雾月18日的政变结束了第一共和国，并于1804年建立了帝国。1813年，普雷尼回到安省。

### 加入瑞士联邦
拿破仑一世在滑铁卢战役中战败后，他的帝国被占领。1814年，普雷尼被奥地利人占领，他们驻扎在图尔奈城堡。此外，通过维也纳会议，日内瓦再次独立，其领土将扩大。与此同时，日内瓦和瑞士联邦正在就加入联邦进行谈判。1815年11月20日签署《第二巴黎条约》后，普雷尼和其他五个联合市镇被割让给瑞士联邦。1816年7月4日，法国正式将上述市镇移交给瑞士。1816年10月10日，瑞士联邦正式将这些市镇移交给日内瓦共和国和州，联邦专员欧拉斯·路易·米谢利、州委员查尔斯·理查德·特隆钦以及六个市镇的镇长和教区牧师出席了在梅兰举行的会议。从那时起，日内瓦的几个大家族来到这里定居，建造城堡和豪宅（普雷尼城堡、“奥尔莫”豪宅、“小皮尔里埃尔”豪宅等）。
在日内瓦州，该市正在逐步发展。第一座容纳学校和市政厅的建筑于1835年在普雷尼建成。1858年6月18日，第一条穿过市镇的铁路开通。
1863年，应阿道夫·卡尔·冯·罗斯柴尔德（Adolph Carl von Rothschild）的要求，法国苗圃和玫瑰设计师让·巴蒂斯特·吉洛（Jean-Baptiste Guillot）创作了一种名为普雷尼楼阁（Pavillon de Pregny）的波旁玫瑰杂交品种，以纪念现在的普雷尼城堡（Château de Pregny）。
1869年，普雷尼是根瘤蚜在瑞士传播的起源地。那一年，阿道夫·卡尔·冯·罗斯柴尔德将英国葡萄引入了他在普雷尼城堡的葡萄园。然而，这些英国葡萄藤随后受到感染。1871年至1874年间，这种昆虫在普雷尼、大萨科内、小萨科内和让托镇传播。随后，这四个市镇的葡萄园被临时征用并摧毁，但这并没有阻止昆虫在该州整个右岸传播。1893年，日内瓦的葡萄酒种植者看到他们的葡萄藤消失得越来越快，向联邦农业部提交了几份请愿书，要求停止这场斗争，并允许种植新的美洲葡萄藤，这些葡萄藤更能抵抗根瘤蚜病。联邦委员会通过了请愿书，将该州分为两个地区：一个地区的斗争必须继续；在另一个地区，允许种植美国葡萄。1898年1月21日，联邦委员会决定停止与根瘤蚜的斗争，并授权在全镇种植美洲葡萄。在梅兰、韦尔涅、大萨科内、小萨科内和普雷尼市，菌株检查又持续了几年。普雷尼总共有100公顷被昆虫感染，2公顷损失。用美洲葡萄园取代欧洲葡萄园以阻止根瘤蚜传播的技术非常成功，整个欧洲都受到了启发。
1873年至1897年间，文化斗争在普雷尼活动。日内瓦政府决定组织天主教礼拜，不是由教皇监督，而是由国家监督。与此同时，成立了一个国家天主教会，称为“旧天主教会”（也称为“国家天主教会”）。这项政府法律要求国家雇用的罗马天主教教区牧师宣誓效忠共和国法律，并宣布教堂为公共财产（设立教区委员会）。拒绝宣誓的教区牧师的教堂被委托给国家天主教会；在普雷尼，市议会作为该建筑的所有者，决定该教堂将继续用于罗马天主教礼拜。1875年8月17日，教区议会成员让·贝尔特朗（Jean Bertrand）来到市政厅领取教堂钥匙。他被正式拒绝。1875年8月18日，内政部秘书、警察局长和贝尔特朗代表日内瓦州委员会向当时的市长让-玛丽·帕尼索申请教堂钥匙。在这一新的拒绝之后，警方更换了大楼的锁，1875年8月24日，日内瓦州委员会解除了帕尼索的市长职务，教堂大楼被分配给国家天主教。因此，市议会就侵犯私人财产向联邦法院提出上诉。1876年，联邦法院驳回上诉，并做出了有利于日内瓦州委员会的裁决。普雷尼的居民拒绝使用这座建筑，因为他们忠于自己的市镇，在米歇尔·德维尔（Michel Deville）的谷仓里庆祝罗马天主教办公室，他同时成为市长。教堂最终关闭，最终于1897年重新开放。
1896年9月6日，第四届欧洲赛艇锦标赛在普雷尼湖岸举办，1912年8月18日，第二十届欧洲赛艇锦标赛在普雷尼湖岸举办。

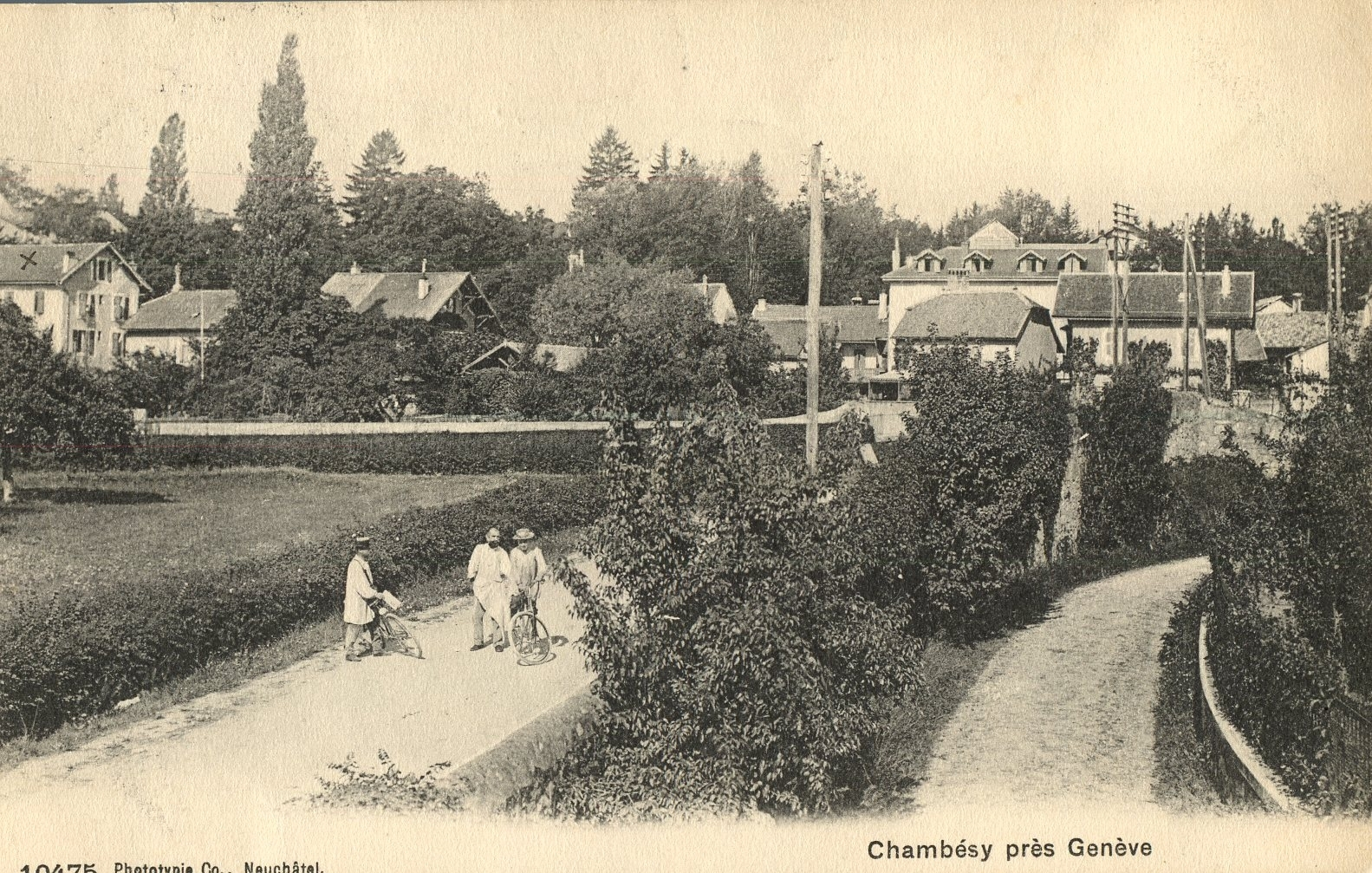
19世纪的下尚贝西

### 20世纪至今
1924年11月28日，市镇正式采用了盾徽和市镇旗帜，1926年，市镇获得了第一个电气设备。
1935年，普雷尼和日内瓦之间的西南边界因两个市镇的两处房产置换而改变。
20世纪20年代和30年代，在尚贝西，许多土地被城市居民购买，以兴建家庭花园和游艇。随后，城市人口外流现象将变得更加严重：城市居民作为土地所有者，决定永久定居，这导致了1940年至1960年期间该市的第一波大型建筑。农业用地和家庭花园随后被改造成别墅用地。由于人口的增加，尚贝西地区的人口比普雷尼地区多；因此，当时的市长雷蒙德·佩罗特决定更改市镇的正式名称；1952年1月1日，该镇正式命名为普雷尼-尚贝西。此外，随着普雷尼学校变得太小，1957年修建了一个附属于两间教室的公共大厅（喷泉学校）。

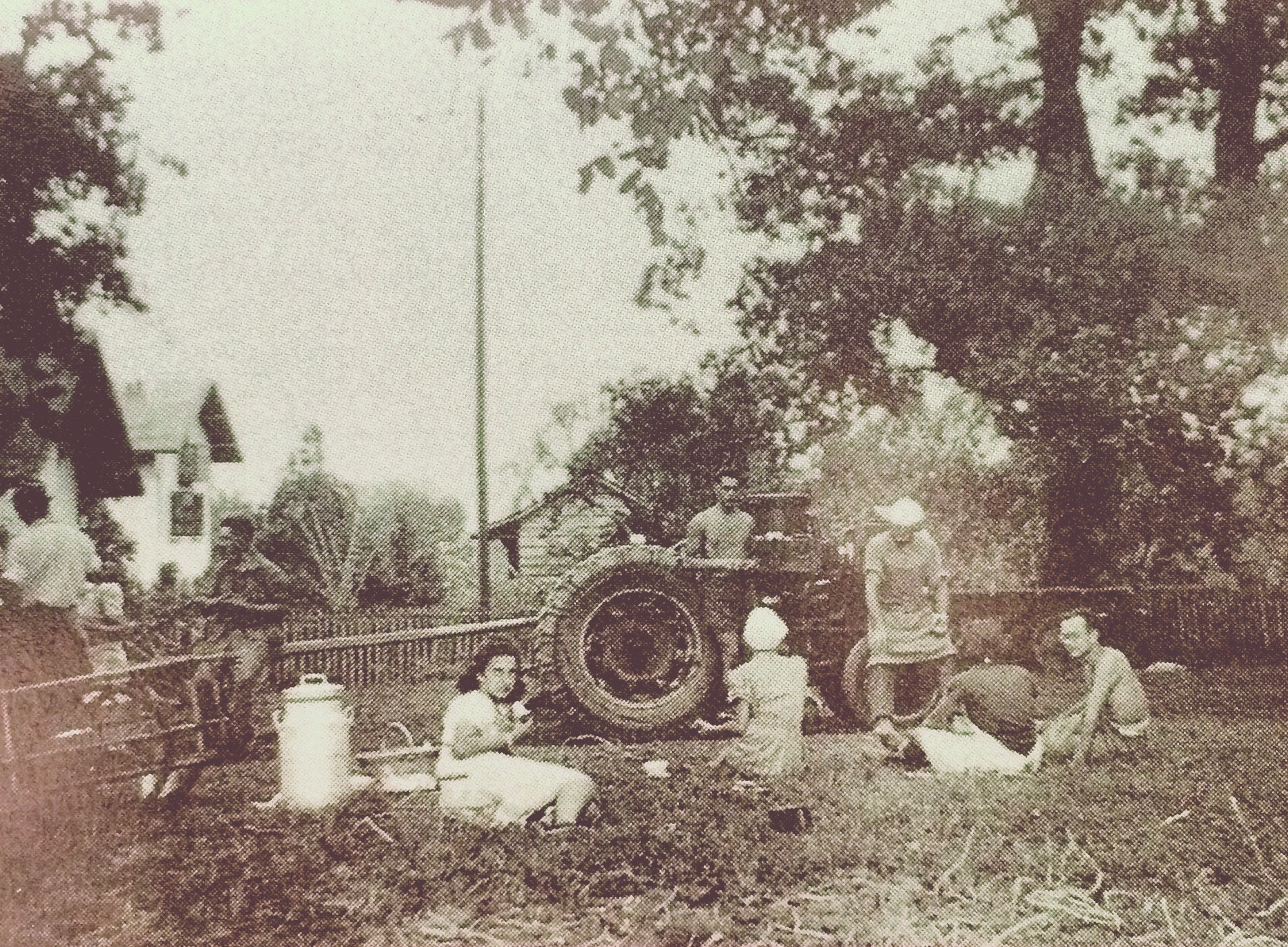
1945年在上尚贝西执行瓦伦计划（粮食自给计划）

1945年10月3日至1950年7月22日，在国王问题期间，利奥波德三世国王及其家人（莉莲·贝尔斯、约瑟菲娜·夏洛特、博杜安、阿尔贝二世和亚历山大）在雷波苏瓦城堡避难并居住。比利时王室成员非常融入乡村生活。他们定期参加普雷尼教堂的礼拜，以最简单的方式与其他信徒交往。年轻的博杜安（当时大约15岁）经常陪同邮递员进行发行巡演。
1947年，一场时速120公里的狂风将该州最高的树吹倒。这是一种红杉，更为人熟知的名字是巨杉（Wellingtonia），高近50米。从韦尔苏瓦和热克斯地区以及整个日内瓦湖左岸都可以看到它的顶部。
1952年11月1日，第一条公交线路穿过该镇。
1963年至1964年期间，瑞士高速公路的第一段（洛桑-日内瓦段）作为紧急事项修建，以筹备1964年在洛桑举行的瑞士国家博览会。施工现场疏散的土地随后被扔进湖中，逐渐形成了一个海滩：旺热龙滨海广场诞生了。
1969年，随着A1高速公路的修建，贝勒维的北部和东北部市镇边界发生了变化。1978年5月27日，一个体育和娱乐中心落成。
由于靠近机场、国际组织区和日内瓦市，该市是右岸的一个非常受欢迎的地方。因此，1979年至1982年间出现了第二波大型建筑潮。一共建造了100座新别墅。第二所学校（瓦雷里学校）于1984年建成，永久关闭了普雷尼学校，2003年，喷泉学校被摧毁，重建了一所更大的学校。
1980年，在旺热龙滨海广场与贝勒维建立了公共边界。同年，由于阿皮亚大道通道的重新开发，与日内瓦的边界发生了变化。
1991年至2000年期间，该市进入了第三波大型建筑潮，导致了密集化和区域制度的变化。
目前，普雷尼-尚贝西正在进入由市政当局支持的第四波大型建筑潮。由于领土相当狭窄，建筑是以别墅和豪宅为代价进行致密化的。

## 政治

### 委员会
日内瓦州所有居民超过3000人的市镇都由行政（执行）委员会管理。普雷尼-尚贝西市由一个由三名成员组成的行政委员会管理。行政委员会负责公共行政以及公共财产的管理和保护。他们必须执行市议会的审议，并可向市议会提交审议草案。
这三名成员轮流担任市长一年。现任三名行政委员分别为：菲利普·弗朗索瓦·施瓦姆（Philippe François Schwarm）、伊莎贝尔·拉斯穆森（Isabelle Rasmussen）和菲利普·帕什（Philippe Pasche）。
行政委员每五年由普雷尼-尚贝西当地居民以多数票选出，如果第一轮未达到绝对多数，则进行第二轮投票。

### 市议会
（审议）市议会由19名成员组成，每年举行约10次会议，行使审议和咨询职能。
19名成员轮流担任市议会主席一年。

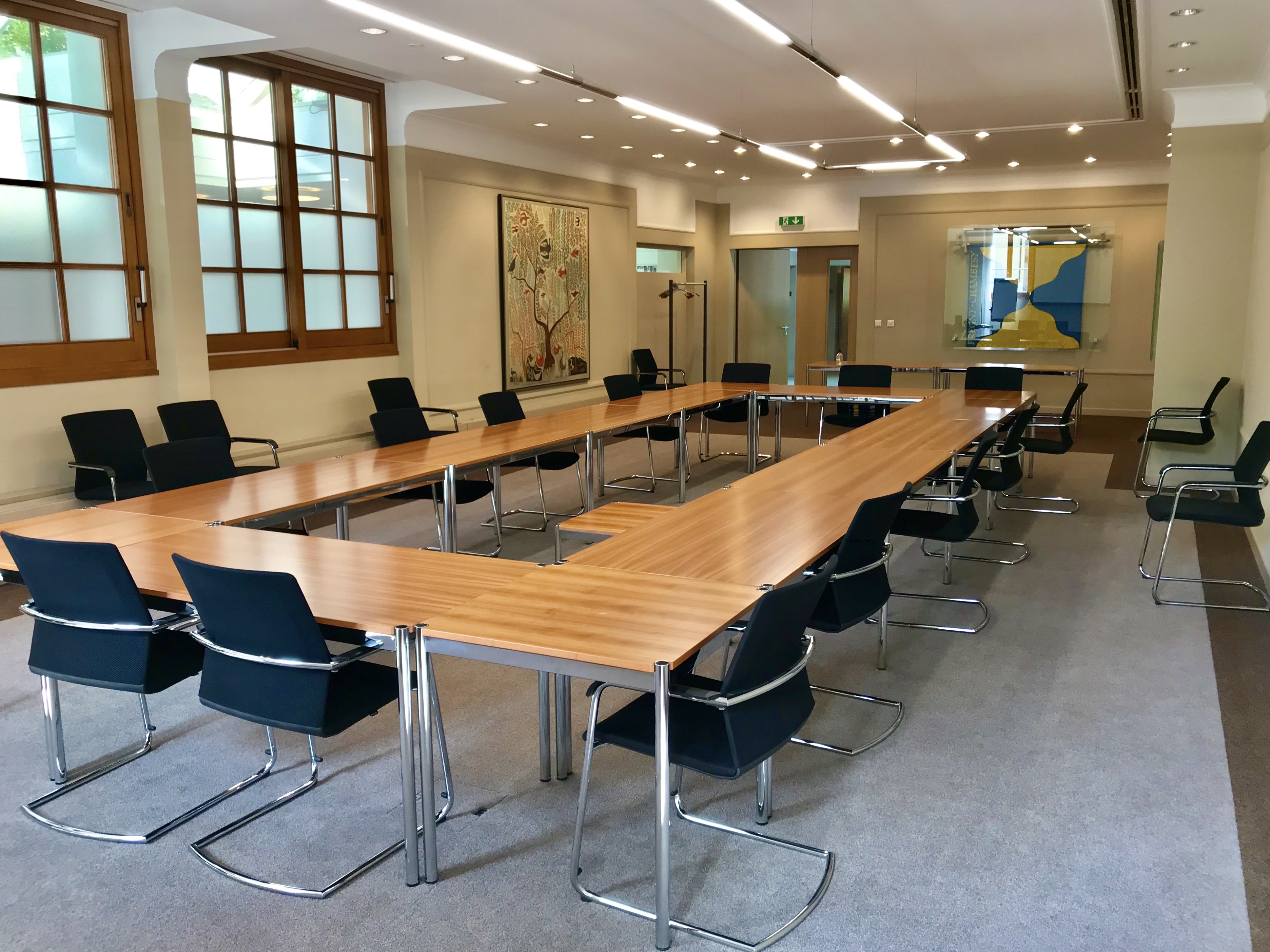
普雷尼-尚贝西市议会的会议室，位于市长办公楼

市议员每五年由当地居民按照比例代表制选举一次。
市议会在每个政党的选举中按比例分配。在2020-2025年立法机构中，在目前的市议会中，自民党.自由党4人，替代党3人，中间党2人。

### 委员会选举
行政委员会的选举没有在2020年3月15日进行投票，因为提交的候选人和待填补的席位一样。因此，这是一次默契的选举。菲利普·施瓦姆、伊莎贝尔·拉斯穆森和菲利普·帕什仍然是三名委员。

## 人口
截至2022年12月31日，普雷尼-尚贝西有3992名居民，人口密度为1232人/平方公里。2010-2019年期间，其人口增长了3.4%（州：10.1%；瑞士：9.4%）。
2020年，30岁以下人口的比例为34.6%，高于州均值（33.9%）。60岁以上人口的比例为23.3%，而州一级为21.7%。
同年，市镇有1847名男性和1956名女性，男性比例为46.3%，低于州均值（47.7%）。

### 外国人口
普雷尼-尚贝西通常被认为是该州最国际化的城市。2013年，不少于53.7%的居民是外国人，创下了日内瓦州的记录。
| 居民属性 | 居民数量 | 比例 |
| -------- | -------- | ---- |
| 总人口   | 3,853    | 100  |
| 瑞士人   | 1,913    | 49.6 |
| 外国人   | 1,940    | 50.4 |
| 男性     | 1,897    | 49.2 |
| 女性     | 1,956    | 50.8 |

## 教育
市镇的儿童在两所公立学校接受小学教育。然后，他们将在日内瓦的瑟舍龙定向周期上中学一年级。
据统计，2019年至2020年间，该市有687名学生（395名公立学校学生和292名私立学校学生）。
市内有六个教育中心，包括三个公共教育中心：
- “Les Pitchounets”幼儿园；
- 普雷尼喷泉学校：从小学一年级到小学四年级；
- 普雷尼瓦雷里学校：从小学五年级到小学八年级。

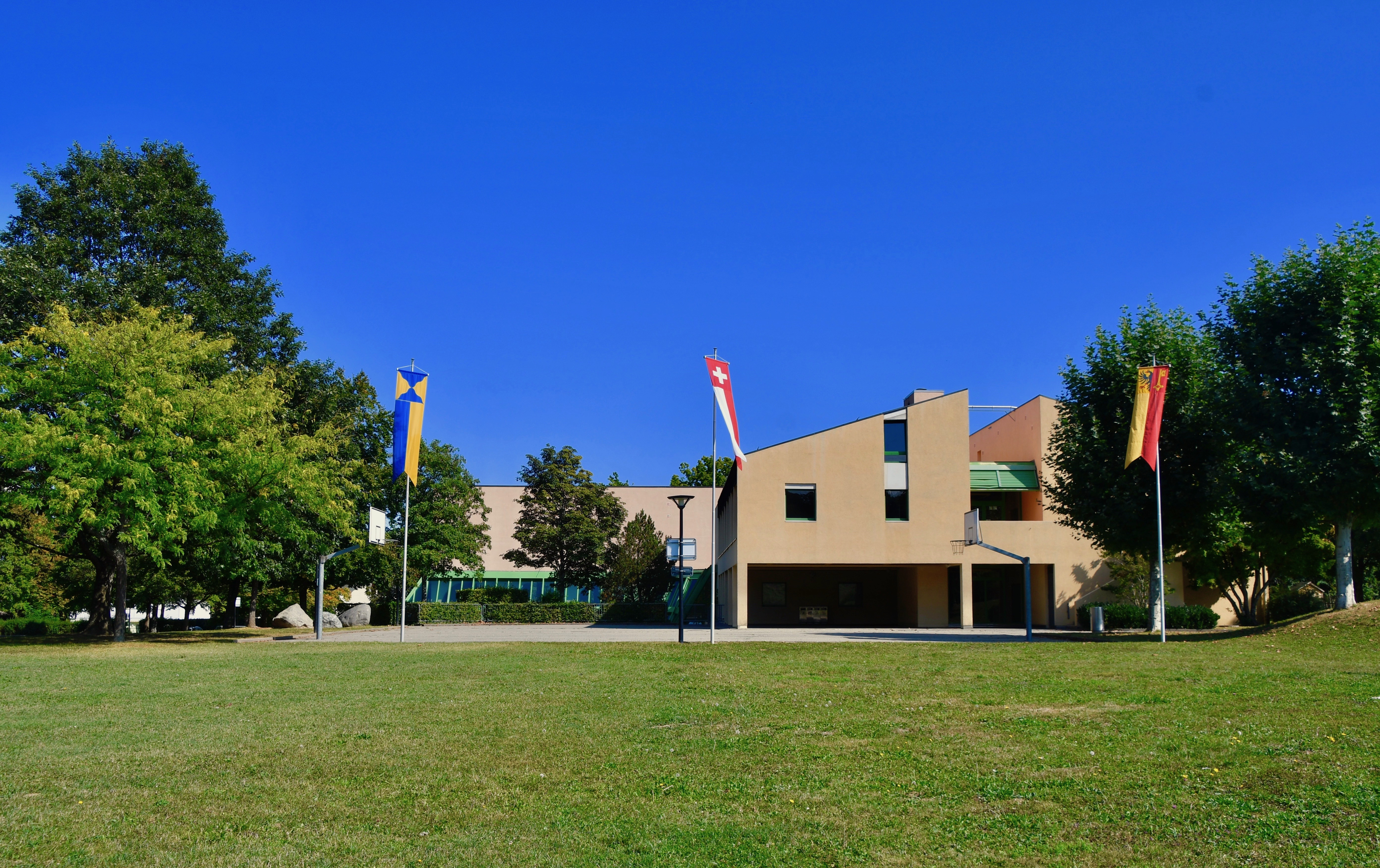
普雷尼瓦雷里学校

两所私立教育机构：
- 日内瓦国际学校（英语：International School of Geneva）“国际校园”：私立小学；
- 日内瓦外交学院：私立大学。

该镇还有一个市政图书馆和两个体育馆。
喷泉学校和瓦雷里学校与大萨科内广场学校和大萨科内村学校是同一学校的一部分。也就是说，这四所学校有相同的校长和共同的秘书处。

## 交通

### 巴士
该市由日内瓦公共交通20号线、59号线和Noctambus ND提供服务。
目前，该市镇有12个公交站点：La Fenêtre、Penthes、Pregny Village、Pregny Mairie、Chambésy Place、Chambésy Ravin、Chambésy Gare、Plage du Vengeron、Chambésy Fontaine、Caron、Foretaille和Machéry。
20号线的路线从新广场（Place de Neuve）到瓦拉夫兰（Valavran）（途经科纳文火车站和国联区）。
59号线的路线从机场到旺热龙滨海广场（穿过大萨科内市和尚贝西火车站）。

### 火车
尚贝西火车站由莱芒特快列车提供服务，该列车在科佩（沃州）和埃维昂莱班（法国）、阿讷西（法国）、圣热尔韦-莱班-勒法耶（法国）和安纳马斯（法国）之间运行L1至L4线，每15分钟一班列车到达阿讷马斯。

### 路线
虽然A1高速公路沿着公共边界延伸，但普雷尼-尚贝西没有自己的出口。但附近有两个出口：7号出口（大萨科内）和9号出口（旺热龙），然后是A1A高速公路（日内瓦湖出口）。
此外，洛桑公路是1号主要公路（或瑞士公路）的延伸，在湖面上穿过市镇，连接日内瓦和贝勒维。
一条15号州道穿过村庄中心。

### 路径
路径
Suisse Rando列出了穿过该镇的五条路径：
步行：3号国道称为“阿尔卑斯山全景路”，4号国道称之为“雅各比大道”。
自行车：1号国家路线称为“罗纳路”，46号地区路线称为“日内瓦湖之旅”，50号地区路线则称为“汝拉山之路”。

## 经济
多年来，该市主要是农业区；今天，由于靠近城市和国际机构，该市大多数居民在第三部门工作。
2016年，该市只有一所小学、15所中学和155所高等教育机构。就人口而言，2017年，0.3%在第一产业就业，0.7%在第二产业就业，98.9%在第三产业就业。
根据金融能力指数，2017年，普雷尼-尚贝西是该州第九大最富有的城市。

## 安全
该市有一个由约20人组成的志愿消防队。
该市还由位于大萨科内的市警察保护，确保邻近市镇的安全。

## 文化

### 节日

#### 花卉和幼苗市场
花卉和植物市场是由普雷尼-尚贝西消防队在春季组织的市场。市场通常在五月举行。

#### 学校促销节
促销活动每年6月底举行。庆祝活动在村里开始，游行队伍前往学校，随后社区代表发表演讲，学生们演唱歌曲和表演。派对持续一整晚，包括旋转木马、游戏、舞蹈等。

#### 瑞士国庆节
国庆节主要在普雷尼运动场举行。演讲、宣读联邦条约、国歌和其他民歌，随后是火炬游行，以烟花和篝火结束。

#### 普雷尼阿尔卑斯节

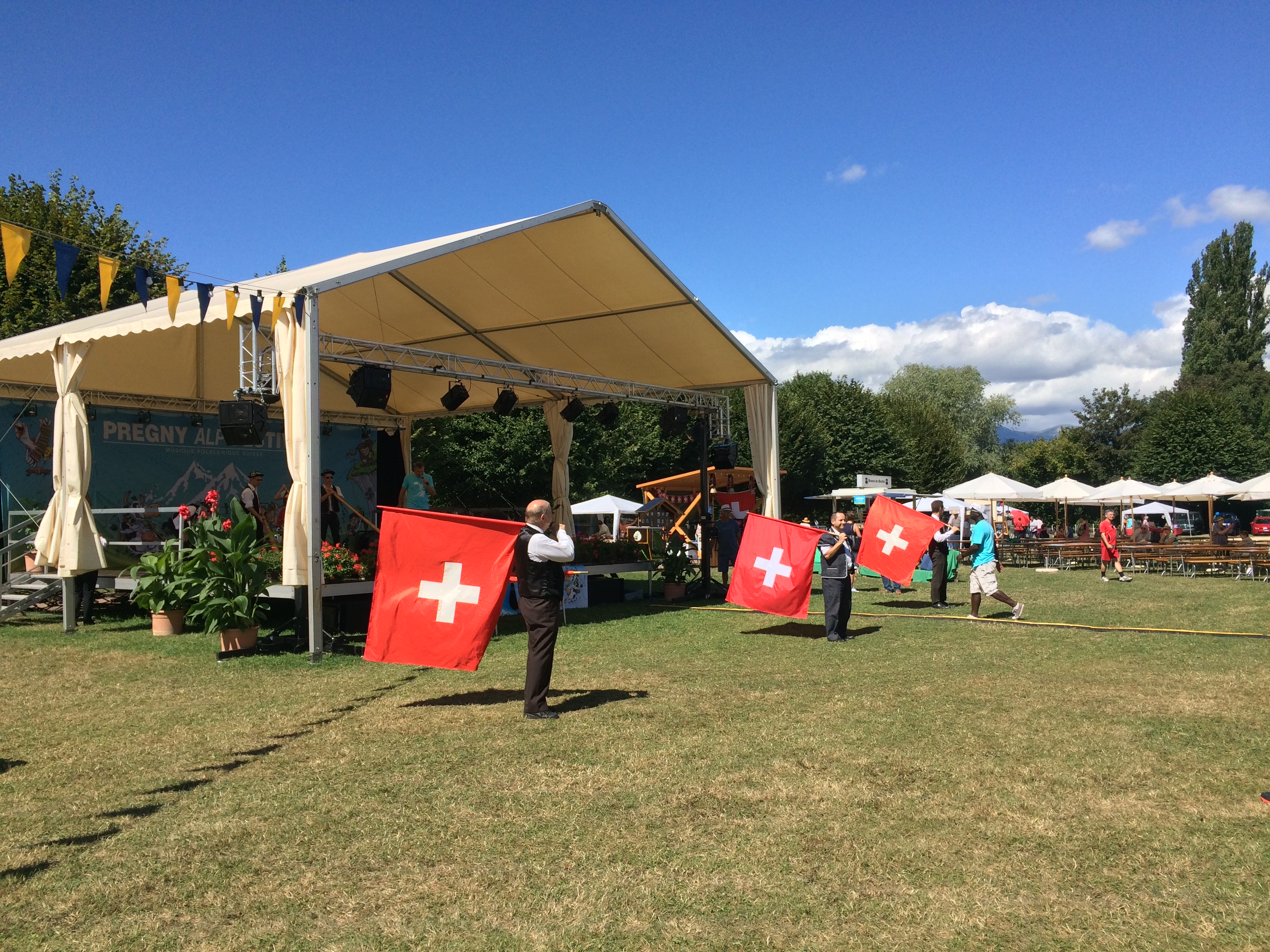
普雷尼阿尔卑斯节，2017年

普雷尼阿尔卑斯节（PAF）是日内瓦州第一个瑞士民俗音乐节。通常在8月的第一个星期六在普雷尼运动场举行。该节日汇集了传统、音乐和典型的瑞士产品。每年，瑞士音乐界的知名人士都会受到邀请。

#### 秋季聚会
聚会通常在五月举行。当地工艺品和当地产品都是焦点。

#### 每个人的圣诞节
庆祝活动首先在瓦雷里学校的体操大厅举行，社区和宗教人士的演讲（天主教徒、新教徒和东正教每年交替举行）和学校学生合唱歌曲。然后，聚会转移到公共大厅，在那里组织了聚餐。

### 建筑
该市包括几个大型地产和住宅。虽然有些已经消失，但其他部分属于公共当局、家庭或企业。其中一些地区和住宅可供外国使团使用。

### 庄园和住宅

#### 普雷尼城堡

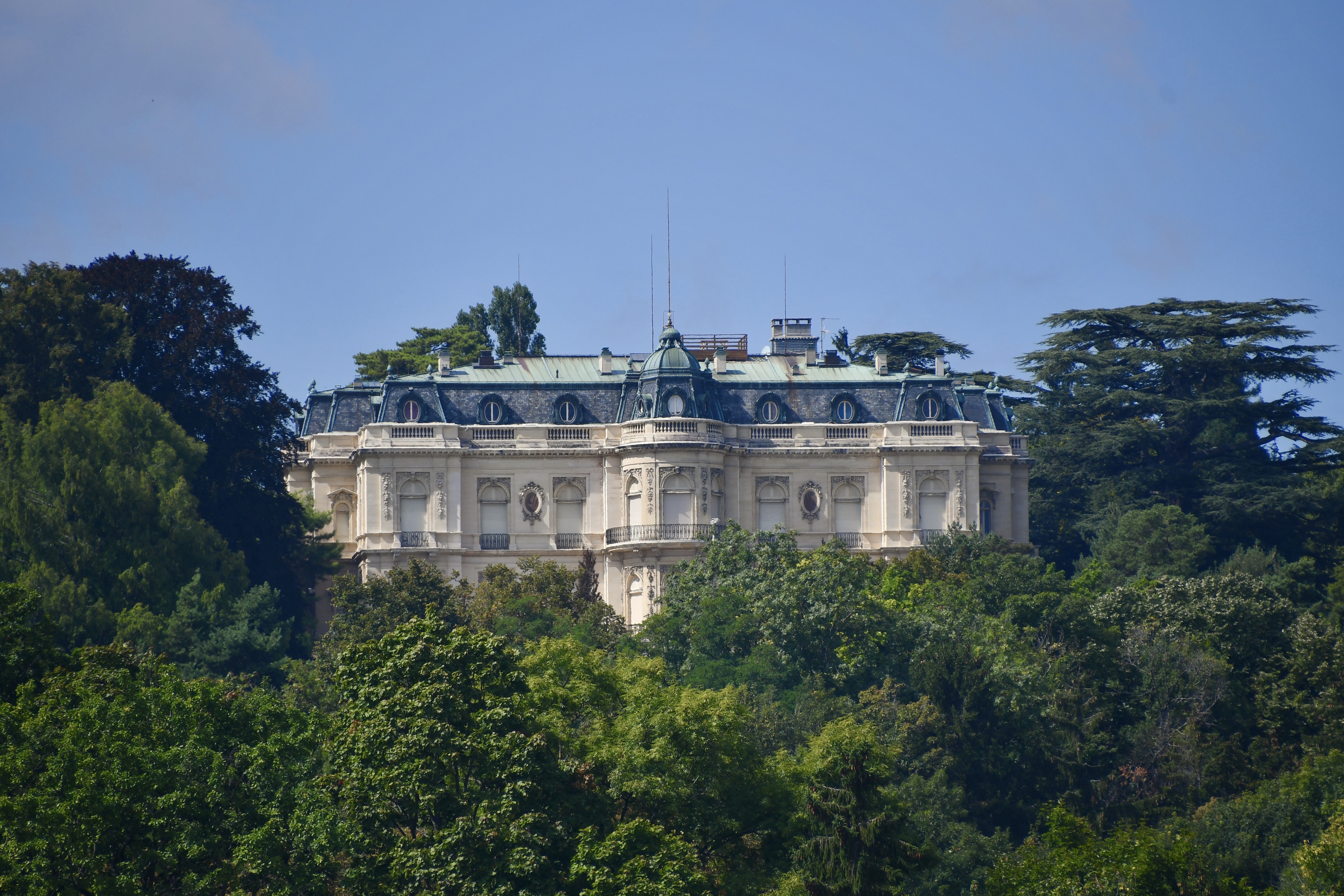
普雷尼城堡

1855年，阿道夫（1823-1900）和朱莉·德·罗斯柴尔德（1830-1907）从奥古斯特·萨拉丁·德·卢比埃（1785-1857）手中买下了“帕维隆·德·普雷尼”庄园。在拆除了原来的房子后，他们建造了一座更大的房子。
工程开始于1858年，结束于1860年，由伦敦建筑师斯托克斯设计。这座房子主要用于收藏这对夫妇的绘画和艺术品。重要的农场建筑（橘园、鸟舍、马厩、警卫室）也与城堡相连。
1872年，屋顶进行了改造，城堡恢复了现在的面貌。
1907年朱莉·德·罗斯柴尔德去世后，城堡被归还给她的侄子莫里斯·德·罗斯柴尔德（1881-1957），直到1940年才居住在那里。他去世后，城堡被遗赠给日内瓦州，同时保留罗斯柴尔德家族的使用权益。
普雷尼城堡是具有国家重要性的文化遗产。它也在日内瓦库存中注册。

#### 庞特城堡

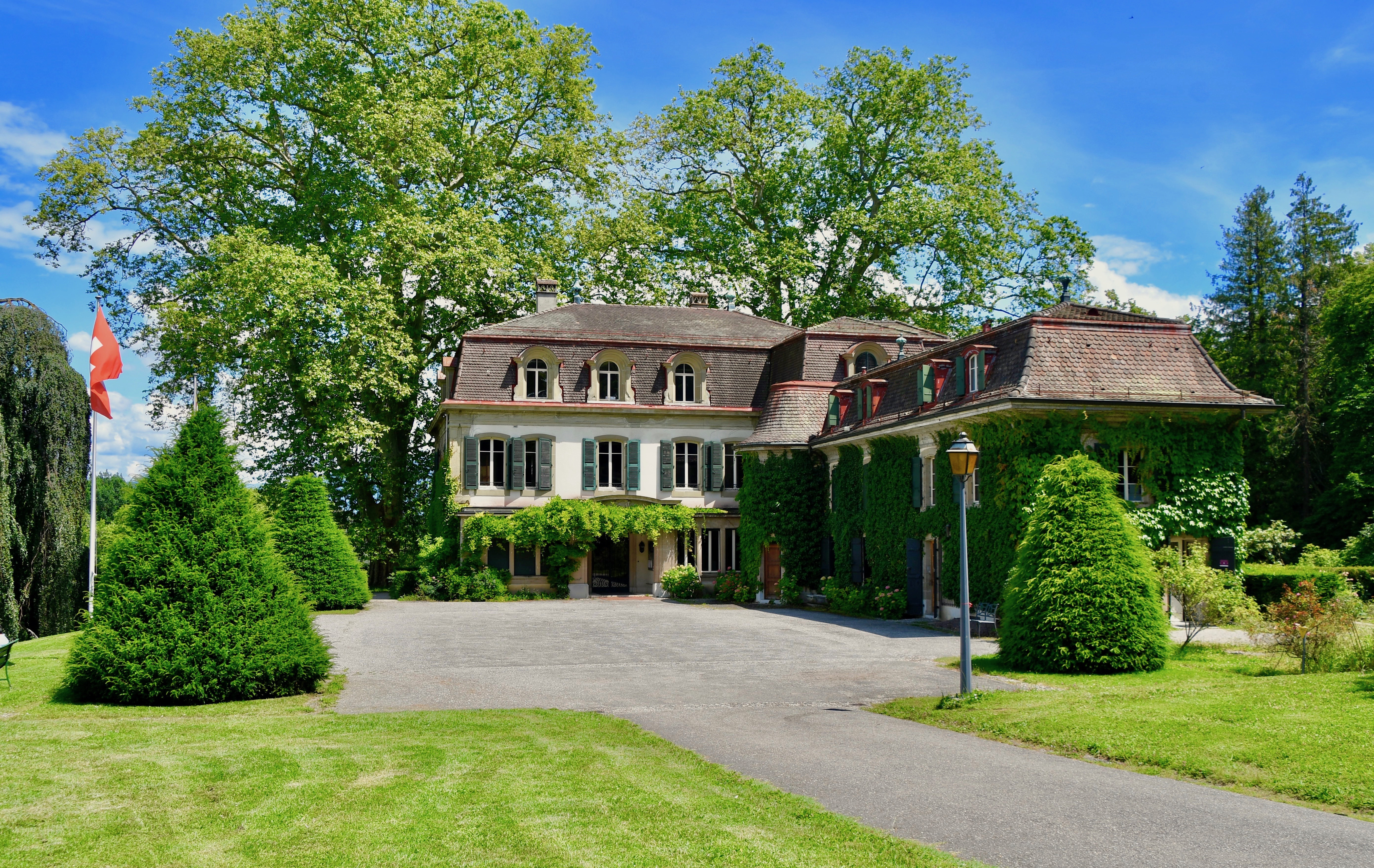
庞特城堡

1750年，亚历山大·德·萨雷（Alexandre de Sales，1716-1794）收购了该地产和前庞塔城堡。他在1750年至1761年间建造了一座乡村住宅。
城堡随后落入英国贵族手中，最终于19世纪下半叶成为萨拉森家族的财产。20世纪中期，该地产被出售给路易·比尔基特（1903-1979），他对其进行了翻新和改造，使其具有现在的外观。路易·比尔基特于1972年将该房产出售给日内瓦州。
1978年至2022年间，庞特城堡被用作博物馆，是瑞士新闻俱乐部办公室的所在地。
城堡被列为具有区域重要性的文化财产，并被列入日内瓦州的清单。

#### 皇后城堡

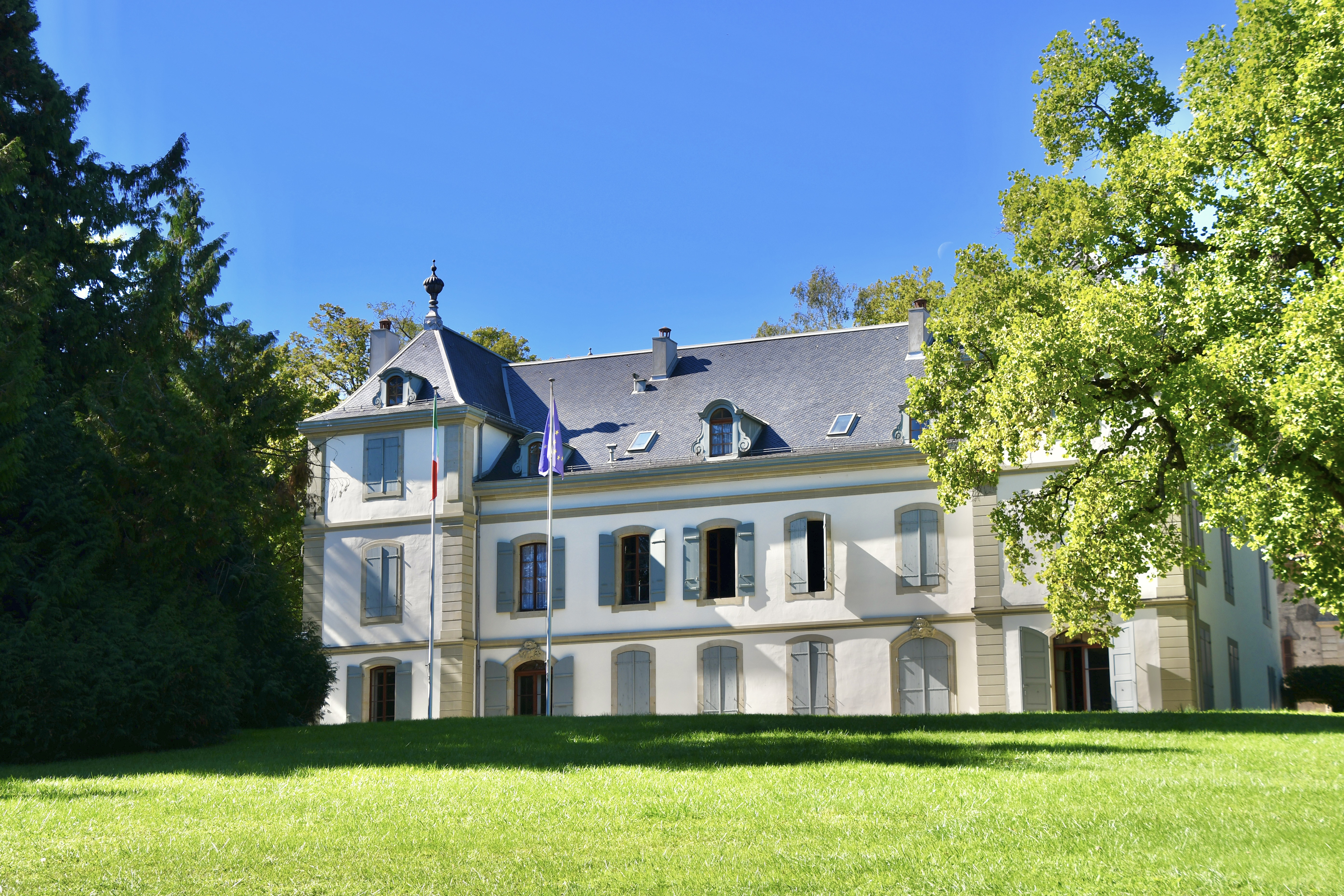
皇后城堡

1811年，约瑟芬·德·博阿尔内皇后（1763-1814）收购了前“普雷尼拉图尔”城堡及其庄园。这将城堡改造成现在的样子。后者去世后，她的女儿奥坦丝·德·博阿尔内（1783-1837）被迫出售该地产，该地产随后被分割。
1983年，城堡被日内瓦市购买。
皇后城堡被列为意大利共和国常驻联合国代表团的办公室。

#### 勒波苏瓦尔城堡
16世纪，勒皮伊家族在这里拥有一个农业地产。

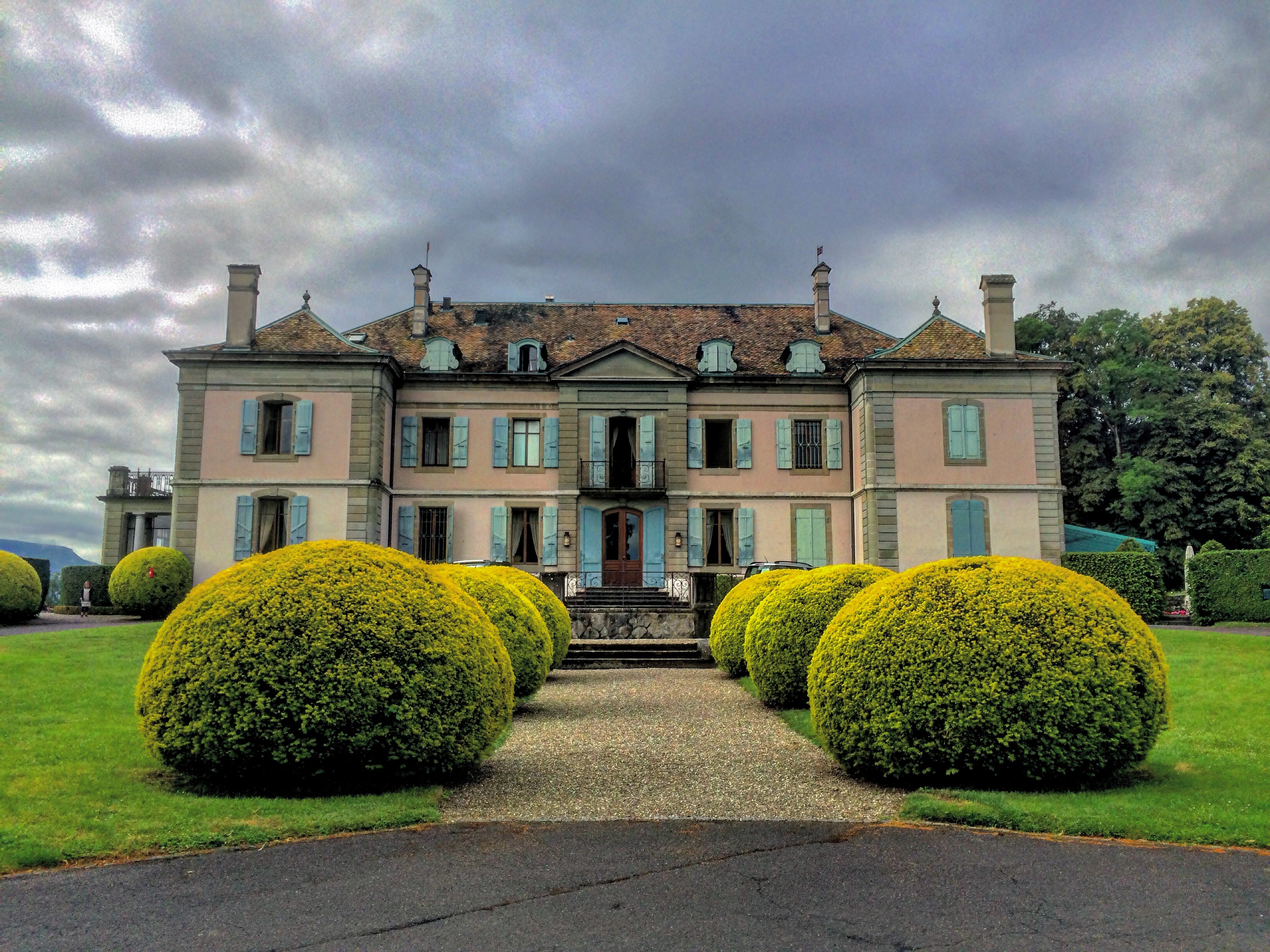
勒波苏瓦尔城堡

在下个世纪中叶，该地产归皮克泰家族所有。从1750年起，它逐渐被改造，成为一个令人愉快的财产。
一座新的豪宅建于1755年至1756年，1790年后由两翼构成。一百年后，建筑师古斯塔夫·布罗舍（Gustave Brocher）建造了一座新的附属建筑。此外，一个法式花园取代了房子东侧的旧菜园。
城堡被列为国家重要文化财产。

#### 图尔奈城堡

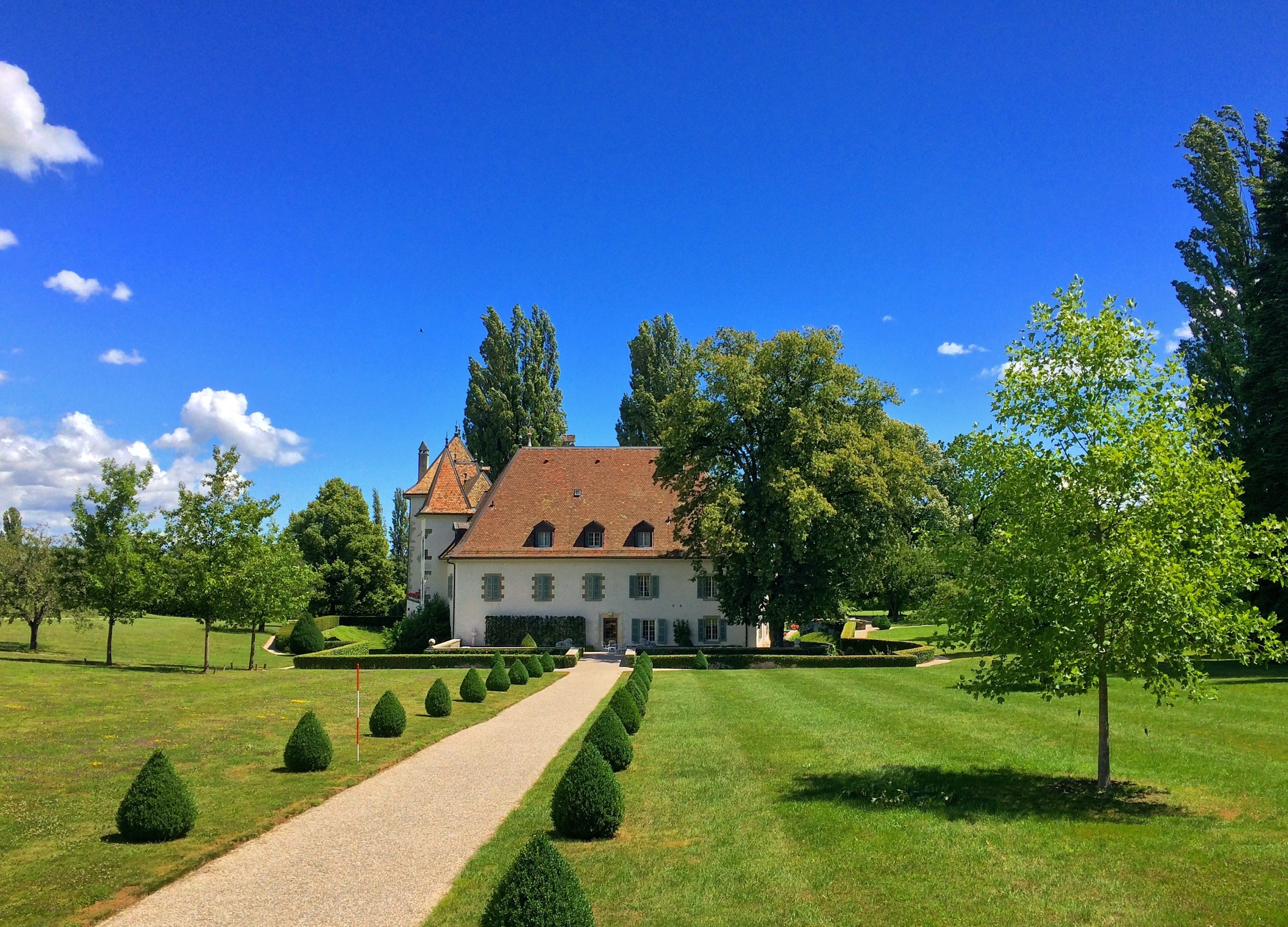
图尔奈城堡

该建筑的起源是一座建于13世纪的坚固房屋，由阿尼埃尔贵族和让托家族通过联盟拥有。16世纪，城堡移交给布罗斯家族。
从1589年起，该建筑成为萨伏伊伯爵对日内瓦军事行动的基地。作为回应，第二年日内瓦军队烧毁了城堡。
现在的城堡建于1601年至1603年。
1758年，伏尔泰将其终身出租给布罗斯家族。法国大革命期间，城堡被卖给了庄园的前农民。
1915年，图尔奈城堡被阿尔弗雷德·博尔（1865-1951）收购。然后他开始修复这座建筑。该地产目前由普罗佩家族所有。
图尔奈城堡是一个具有区域重要性的文化遗产。

#### 马尔旺城堡

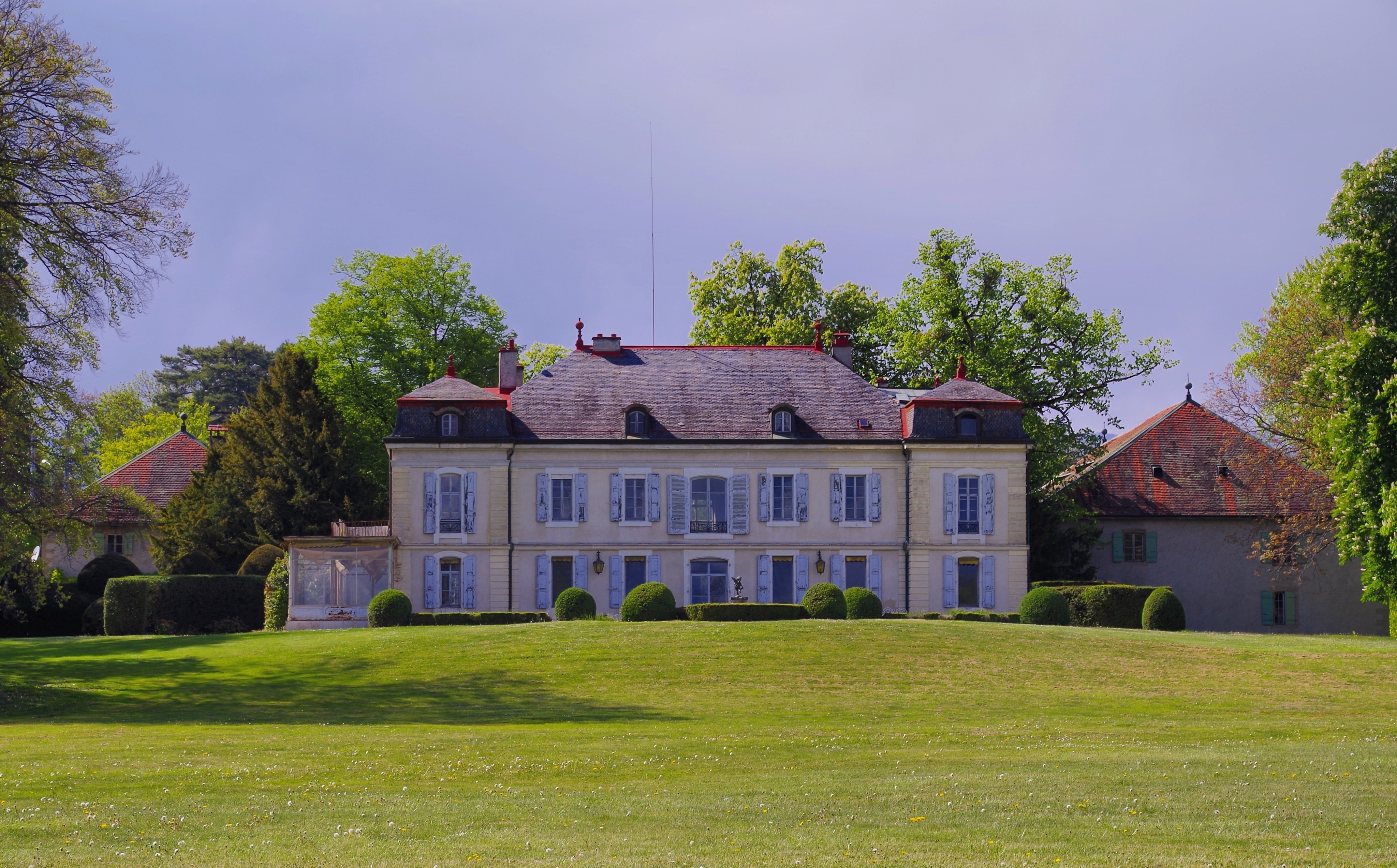
马尔旺城堡

该地产最初以一个家族所有者马尔旺达（Malvenda）的名字命名，马尔旺达家族在改革前拥有该地产。然后它延伸到佛雷塔耶。
后来属于舒当和马莱尔贝家族，1713年被亚伯拉罕·索特（Abraham Sauter）收购，他在1713年至1718年间在一座古老的塔楼旁建造了第一座房子。
1724年，雅各布·于贝尔（Jacob Huber，1693-1750）买下了庄园，摧毁了塔楼，并在建筑上增加了两翼。1751年，它被卖给了伊萨克·韦尔奈（1700-1773）。
他的侄女凯瑟琳·法布里·韦尔奈（？-1795）继承了该地产。1773年，她抬起两翼，建造了两座附属建筑。
1847年，该地产移交给萨拉丹和里列家族，随后被分割。直到本世纪初，这座房子及其附属建筑一直由瑞典火柴大亨继承人克鲁格家族拥有。今天的所有者是奥阿永和拉蒂翁家族。
城堡在日内瓦目录中注册。

#### 佩罗别墅

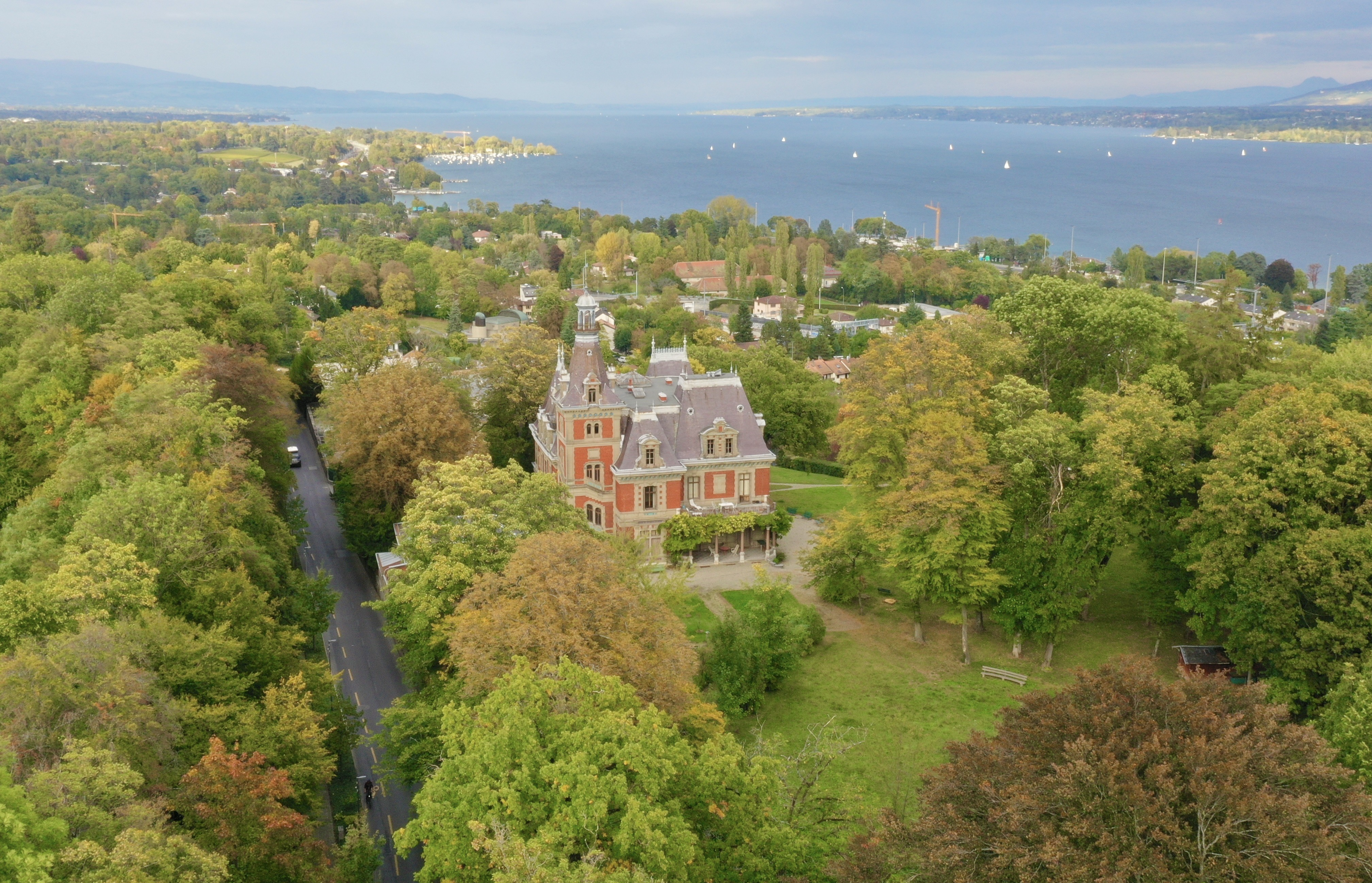
佩罗别墅，俗称“红色城堡”或“大房子”

18世纪初，该地产属于舒埃家族。本世纪末，该地产被纳沙泰尔制表师亨利-路易·雅奎-德罗（1752-1791）收购。通过联盟游戏，财产随后转移到佩罗家族。
在1864年建造了新的附属建筑后，阿道夫·佩罗（1833-1887）于1879年拆除了现有房屋，并于1881年至1883年由建筑师雅克·埃利塞·戈斯建造了现在的房屋。该建筑项目强调了塔楼在景观中的位置（从远处可见），并使用了稀有建材。
别墅属于马什家族。
佩罗别墅是一个具有区域重要性的文化遗产。它也被列入日内瓦清单并分类。

#### 美岸别墅

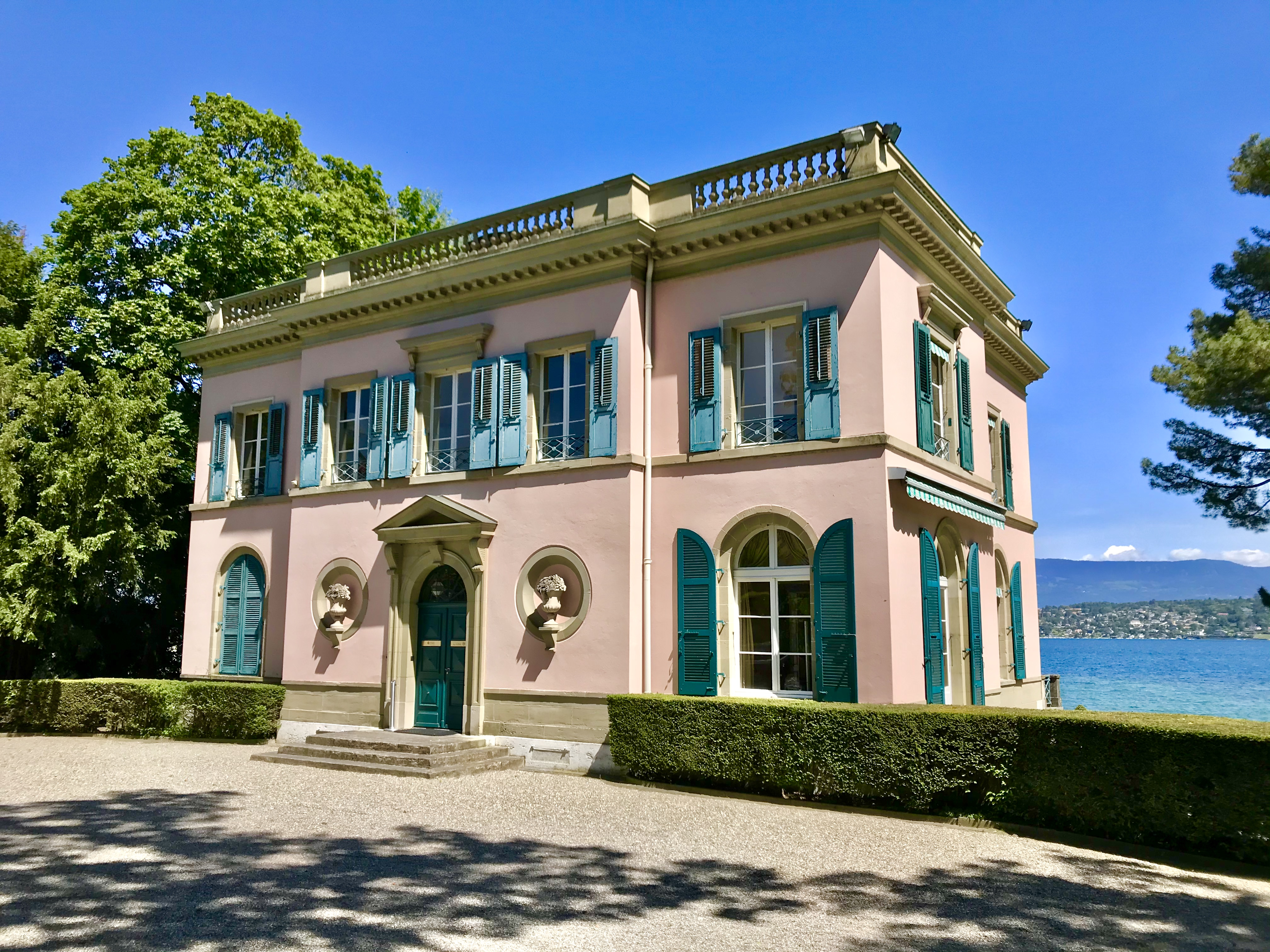
美岸别墅

夏尔·勒内·皮克泰·德·罗什蒙（Charles RenéPictet de Rochemont，1787-1856）于1833年至1836年间在湖边的一块土地上建造了一座带有附属建筑的别墅，他刚刚从旺热龙城堡（Château du Vengeron）的所有者那里获得了这片土地。这项工作委托给了建筑师萨穆埃尔·沃舍尔（1798-1877），花园的布局委托给了埃蒂安·德·苏拉什·多丁。别墅的建筑以精致的新古典主义为标志。
奥古斯特·皮克泰·德·罗什蒙（1834-1902）继承别墅时，在立面上添加了各种装饰。它还通过创建当前门户来修改入口。
在同一家族居住了150多年后，该地产于1988年被日内瓦州收购。
美岸别墅在日内瓦上市，是孔子学院（UNIGE）的所在地。

#### 主人之家“大皮埃里埃尔”

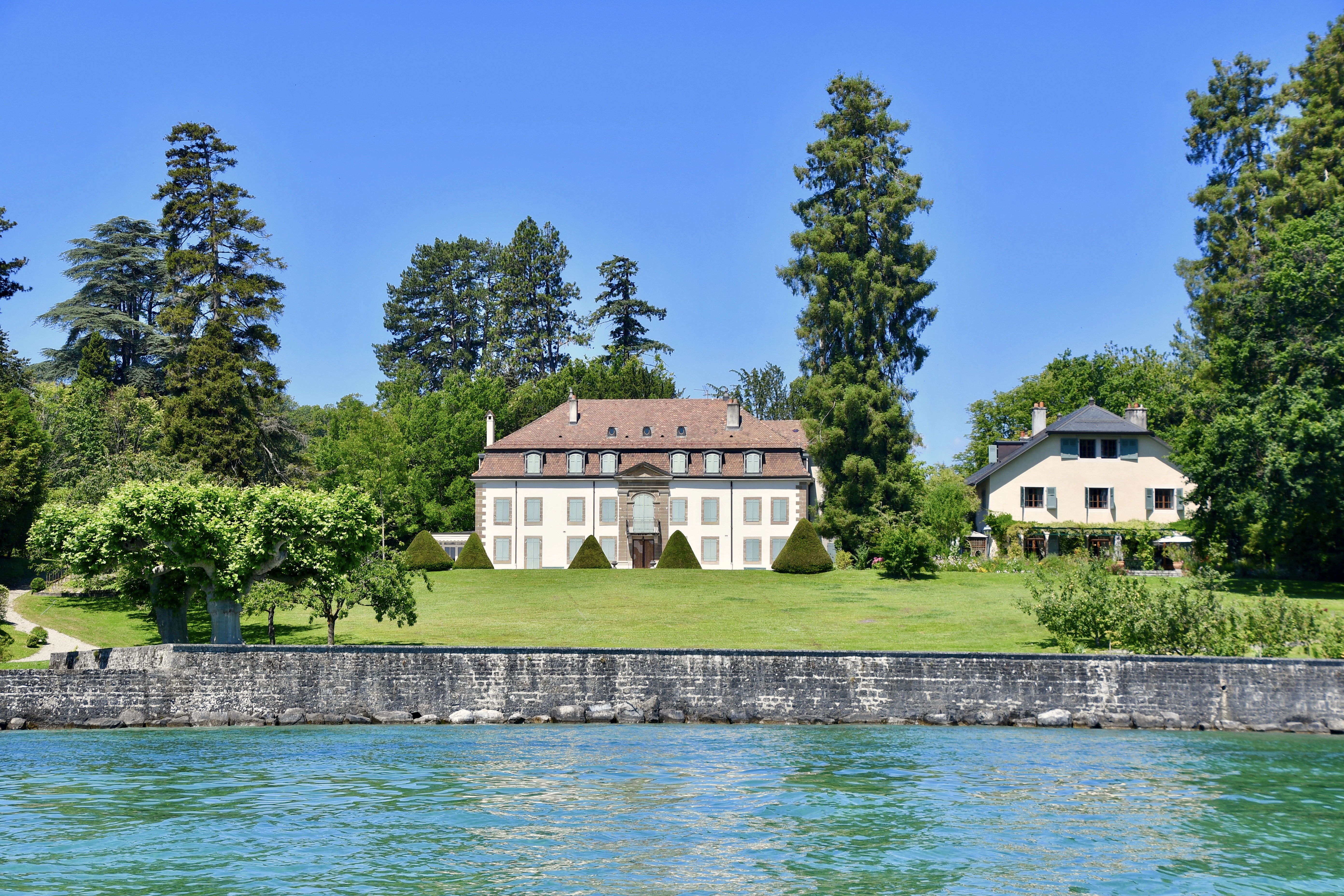
主人之家“大皮埃里埃尔”

主人之家位于日内瓦湖畔的旺热龙分区。它位于一个叫大皮埃里埃尔的地方。该地产的总面积为16838平方米。
这个名为大皮埃里埃尔的地方的名字来自位于南部800米处的莫拉斯湖下采石场。这些采石场从中世纪晚期一直使用到18世纪。1987年10月21日，该镇的两条动脉也被命名。
“大皮埃里埃尔”豪宅可能建于18世纪中期。它的特点是立面的对称组成和人造彩绘设备的装饰。复折式结构的屋身和屋顶可以追溯到20世纪。
“大皮埃里埃尔”庄园由让·克劳德·巴图（Jean-Claude Battu）在1720年至1784年间将各种地块分组而成。它还在这个地方开了一家旅馆。在接下来的几十年中，该建筑及其地产由不同的个人和家庭拥有。
1831年，所有者艾丽莎·罗宾逊将“大皮埃里埃尔”出售给卡罗琳·勒内·图雷蒂尼（1778-1835）。当时，当地的城市规划意味着通往洛桑的道路在房子和日内瓦湖之间。1846年，新所有者的儿子让-阿多尔夫·阿梅迪·达尔比尼（1806-1876）与国家交换了土地，以改变通往洛桑的道路布局。该协议允许创建国家连续性，豪宅和湖边现在连接起来，并创建一条地下隧道，将该地产连接到新道路以西的土地。
1858年，让-阿多尔夫·阿梅迪·达尔比尼将该地产出售给植物学家埃德蒙·博瓦西耶·布蒂尼（1810-1885）。他住在附近的豪宅“湖滨别墅”，为女儿卡罗琳·博瓦西耶（Caroline Boissier，1847-1918）购买了这座房子。1869年，她嫁给了植物学家威廉·巴尔贝（1842-1914），这对夫妇搬进了房子。在洛桑路以西的土地上建造一座植物园，建筑师埃德蒙·法蒂奥（1871-1959）改造了这座豪宅还建造了一个石灰岩喷泉。
1885年，博瓦西耶巴尔贝夫妇在“湖滨别墅”豪宅南部附近获得了一块土地，并由建筑师埃蒂安·庞西（Étienne Poncy）建造了新中世纪风格的豪宅“Les Jordils”。除了居住功能外，这座房子还容纳了两位植物学家的植物标本室。他们的一个儿子弗雷德里克·威廉·巴尔贝（1879-1970）于1918年继承了该地产，并对庄园进行了重大改造。
20世纪80年代初，马路对面的旧植物园被出售，用于建造沙特阿拉伯王国常驻联合国代表团。
房子和财产属于巴尔贝家族。
主人之家“大皮埃里埃尔”及其附属建筑于1987年10月16日在日内瓦上市。

#### 主人之家“小皮埃里埃尔”
主人之家“小皮埃里埃尔”（1803年）：这座豪宅曾属于几位业主，包括奥古斯丁·皮拉姆·德·康多尔（Augustin Pyramus de Candolle）、阿尔方斯·皮拉姆·德·康多尔（Alphonse Pyrame de Candolle）、康斯坦特·福内罗德（Constant Fornerod）、佩塔门特家族（Pétament family）、莱奥波德·法夫尔（在Genevois库存中注册。

#### 主人之家“榆树”
“榆树”豪宅（1835-1836）：乔治·哈尔迪曼建造的英国哥特式豪宅。属于日内瓦国，由法兰西共和国常驻联合国代表团和裁军代表团占领。在日内瓦库存中注册。

### 已消失的建筑
- “修道士塔楼”的坚固房屋（13世纪末）：先后属于阿尼埃、安托万·加尔文和摩瓦讷家族的贵族。在16世纪被摧毁；

- “普雷尼塔楼”城堡（15世纪末）：一座坚固的房子，附属建筑先后属于玛丽·格里费拉特（Marie Grifferat）、亚历山大·德·塞尔斯（Alexandre de Sales）和约瑟芬·德·博阿尔奈（Joséphine de Beauharnais）。1810年完全改造，成为皇后城堡；

- 庞塔堡垒之家（16世纪）：维桑西领主的城堡，后来属于萨孔内、马克·罗塞、日内瓦医院和亚历山大·德·塞尔斯。1761年，他将城堡夷为平地，并在那里建造了现在的庞特城堡。

- “湖岸旧屋”（？）：比代家族的大房子，后来属于博瓦西耶家族（包括瓦雷莉·德·加斯帕兰和埃德蒙·博瓦西耶）。这座被毁坏的房子于1896年被夷为平地，为现在的豪宅“湖岸之家”让路；

- “普雷尼湖畔”老庄园（1807年）：先后属于路易丝·埃莱娜·亨丽埃特·米埃维尔、亨利·巴隆、安托万·博维和雅克·路易斯·雷维尔丹的房子。1896年，他拆除了这座房子，并建造了现在的“普雷尼湖畔”豪宅；

- “普雷尼阁楼”主人之家（1825年）：由路易吉·巴古蒂（Luigi Bagutti）设计的希腊风格房屋，属于奥古斯特·萨拉丁·德·卢比埃尔（Auguste Saladin de Lubières）。1855年由阿道夫·卡尔·冯·罗斯柴尔德男爵购买，他于1858年拆除了它，并建造了现在的普雷尼城堡。

### 宗教建筑
普雷尼-尚贝西有几种基督教建筑：
- 圣佩特罗尼尔罗马天主教堂（1863年）；

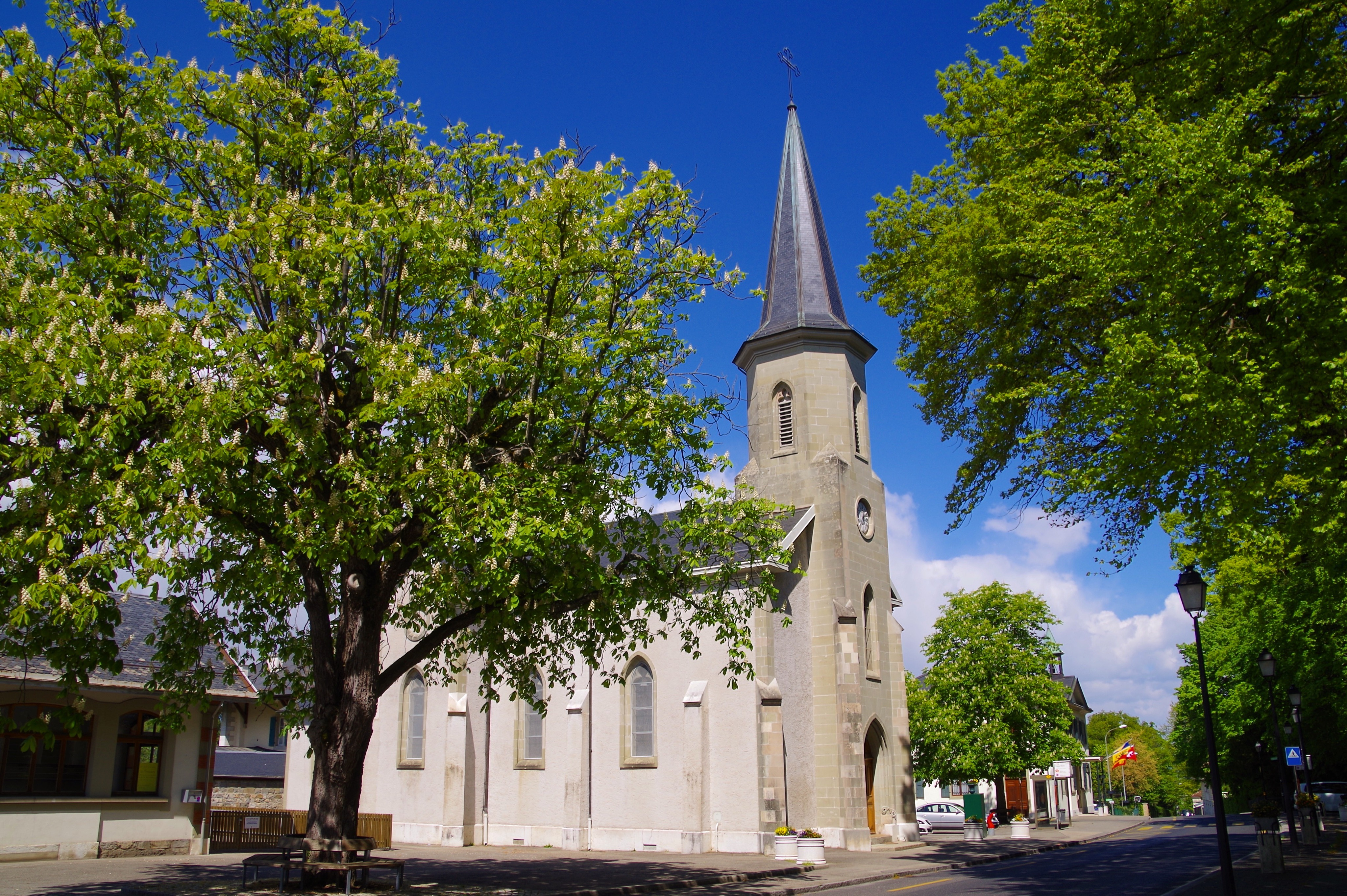
圣佩特罗尼尔罗马天主教堂，当地最悠久的教堂

- 科尔尼永新教教堂（由科普特正教会米迦勒大天使教堂使用）（1901年）；
- 圣保禄希腊东正教堂（1967年）；
- 圣三一和圣凯瑟琳法语东正教教堂（1975年）；
- 罗马尼亚东正教主复活教堂（1975年）。

### 博物馆

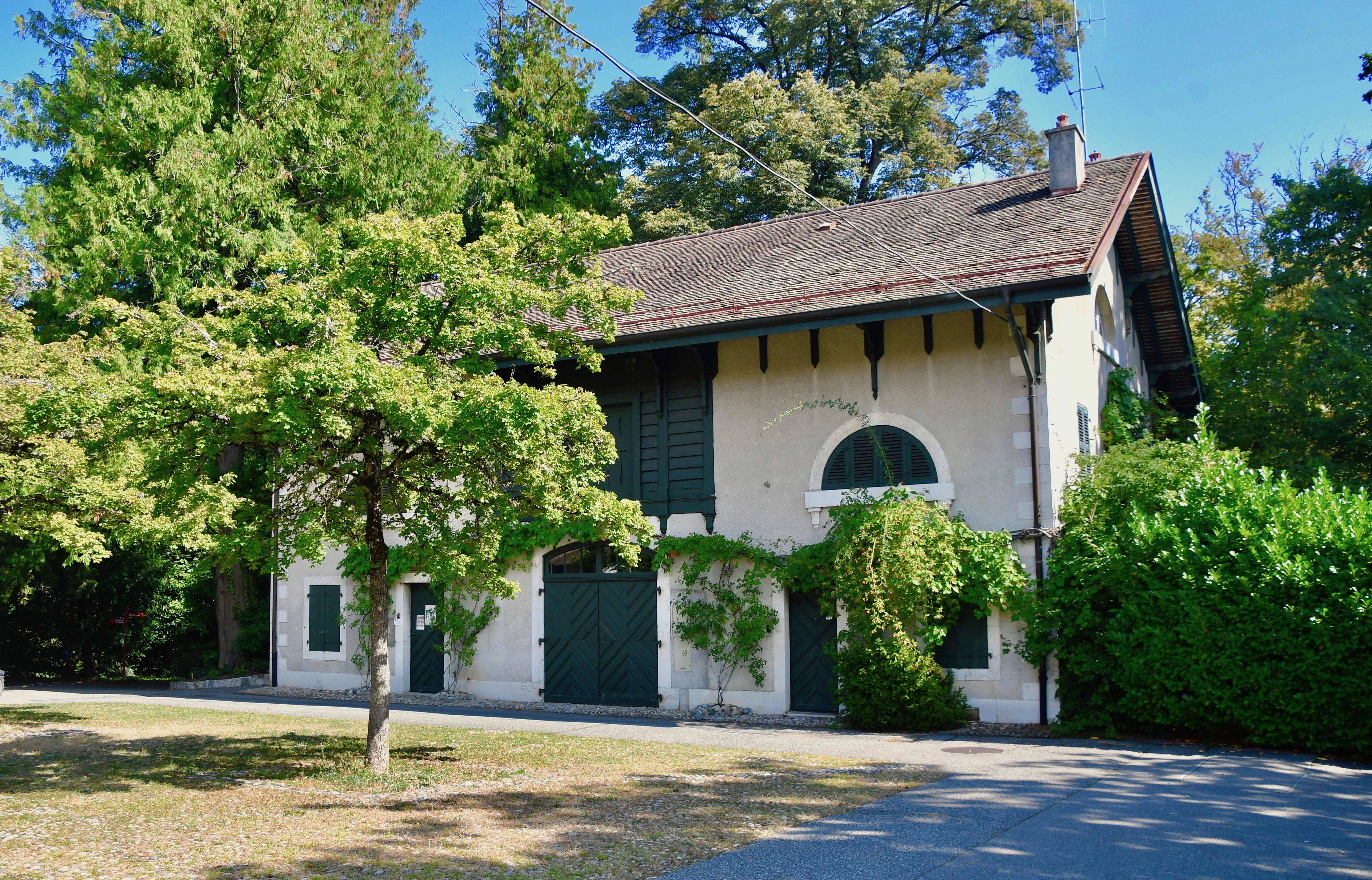
日内瓦军事博物馆，同时也是杜福尔将军展馆

- 奥托和雷吉娜·海姆基金会博物馆；
- 日内瓦军事博物馆；
- 基督教艺术博物馆。

## 外部連結
- （法文）普雷尼-尚贝西官方网站 （页面存档备份，存于）